# メルヘン・メドヘン
『メルヘン・メドヘン』 （Märchen Mädchen、Maerchen Maedchen）は、松智洋・StoryWorks・カントクによるメディアミックス作品。略称は「メルメド」。シナリオ原案を松、イラストをカントクが担当する形で、オリジナルテレビアニメーションを含むメディアミックス企画として、2014年に始動。2016年5月に松が急逝するが、松が代表を務めていた創作集団StoryWorksが松の遺稿を引き継ぐ形でプロジェクトを続行。2017年2月にプロジェクト第1弾としてダッシュエックス文庫（集英社）より小説が刊行、『ジャンプスクエア』（集英社）にて2017年11月号から2018年6月号まで漫画が連載。2018年1月から3月までと2019年4月にテレビアニメが放送された（詳細は後述）。
テーマは「物語」。「物語」と関わることによって起こるさまざまな出来事を糧にしながら、少女たちが自分だけの「物語」と出会い、紡ぎ、成長していく様子を描いている。なお、ドイツ語のMädchenの発音はメートヒェンが近い。

## あらすじ
物語をこよなく愛する妄想過多な少女・鍵村葉月は、友達もおらず、新しい家族ともうまくいかずに物語の世界に逃避する日々を送っていた。そんなある日、謎の少女・土御門静を見かけた葉月は、世界中のありとあらゆる物語から生まれた魔法の本・原書に選ばれた少女 ＝ メドヘンたちが学ぶクズノハ女子魔法学園へと迷い込み、自分がメドヘンとして『シンデレラ』の原書に選ばれたことを知る。
静と友達になるため、本物の魔法使いになって今までの自分から変わるため、葉月の学園生活が幕を開ける。

## 登場人物

### クズノハ女子魔法学園（日本校）
日本にある魔法学園。所在地は東京都千代田区で、文科省から正式に認可された高等学校である。明治時代の開国に伴う学校制度導入期に、魔法の技術継承もそれまでの徒弟制度や一子相伝から変革する必要が生じたことで設立された。校舎も明治時代のままで、西洋の城のような外観をしている。在籍するメドヘンの数こそ中国校の方が多いものの、付属の原書図書館に所蔵される原書の冊数はアジア1を誇る。基本的に全寮制だが、例外として「あちら側」の世界の住人の葉月は自宅から通学している。
ヘクセンナハトにおいて、たった一度だけだがここ100年間でドイツ校を唯一破って優勝した実績を持っている。今年度のヘクセンナハトの開催地。
7年前の魔法獣襲撃事件で日本の原書及び原書使いが多く失われたことで、今の日本には現存する原書を守るだけの戦力が不足しているという意見が十三人委員会で上がっており、廃校にして日本校が所有する原書を各国間で分割移譲するという提案が極秘裏になされている。そのためヘクセンナハトで好成績を残して十分な戦力があることを示そうとしているが、予選時点でメンバー4名中2名が怪我で脱落し、最終戦には人数不足で出場が困難となったため、魔法経験皆無で実力は未知数だが強力な原書と契約している葉月が勧誘される。その後補欠の舞と怪我から復帰したさちが合流したことで、5名のフルメンバーとなる。
鍵村 葉月（かぎむら はづき）
声 - 楠木ともり
本作の主人公。日本校のメンバーで、魔法に縁のない普通の人間が暮らす「あちら側」の世界の住人。幼いころに実の母親（声 - 中原麻衣）を亡くし、研究者の父親が再婚したことで田舎から東京の高校へ転入した。父親は海外へ単身赴任中のため、現在は継母の冴子、継姉の美沙と3人で暮らしている。状況を問わず空想・妄想にふける癖があるが、これは実母がよく言っていた「自分の物語を見つけなさい」という言葉を自分なりに解釈した結果である。普段は辛い状況・苦しい状況を空想で紛らわせているが、それでも処理しきれなくなったときは本を読むことで物語の世界に逃げ込み現状を逃避する癖があり、これを「物語症候群」と呼んでいる。
街中で静を見かけて追いかけるうちにクズノハ女子魔法学園へと迷い込み、そこで崇神から自分が『シンデレラ』の原書と契約してメドヘンになったことを知らされ、自分が求めていた非日常、そして静と友達になりたいという思いから学園へと仮編入（小説版第2巻で正式に転校）する。「あちら側」の世界の住人のために魔法に関しては全くの素人だが、メドヘンが最初に覚える魔法であるブーフ・ヒュレは使えないのに大量のカボチャを召喚したり、カボチャに意思を持たせるなどの高等魔法を意図せずに使い、静に「異常」と言わしめている。
カザンからヘクセンナハトについて知らされた際、静が「友達としてではなく、戦力としての自分に期待している」と落ち込む。さらにその後の露天風呂でのアーサーとの会話、カザンの襲撃、静の突き放す言動にショックを受け、『シンデレラ』との契約を破棄して一度は学園を去るが、崇神の独白と美沙の励ましを受け、自分だけの「物語」を見つけるためにヘクセンナハトの予選に乱入。原書使いが原書の物語の通りに生きなければならないという現状を真っ向から否定して封印されていた『シンデレラ』と再契約、「誰も傷つけず、不幸にしない、とびきり優しい結末」を実現するために、原書を『シンデレラは振り向かない』に書き換え、改めてメドヘンとしてヘクセンナハトに臨む。
彼女の実母は『シンデレラ』前契約者であり、ヘクセンナハトの優勝者である。その後は原書使いや魔法使いに関するの記憶を全て消した。しかし、その意思と志しは娘の葉月に引き継がれた。
ややネガティブな思考の持ち主だが、その心優しさから作中の登場人物のほぼ全員から好感を抱かれている。また、物語が進むごとに静とは友情を深めている。物語開始時点では家族仲はあまり良好ではなかったが、クズノハ女子魔法学園への仮入学を機に互いに歩み寄っている。
身体能力は平均以下だが、逃げ足だけは早い。父の再婚前は体が弱かった実母の代わりに家事全般を1人でこなしていたため、料理や裁縫が得意。読書家なので知識量は豊富であり、静もその博識さには驚いている。説明は下手。
『シンデレラ』 → 『シンデレラは振り向かない』
葉月が契約する原書。強力な力を持つ原書のひとつ。長年行方不明になっており、その在りかが注目されていたが、いつからか葉月が母の形見のドレスとともに所持していた。一度は契約を破棄され、十三人委員会によって封印されるが、ヘクセンナハトの予選中に出現して葉月と再度契約を交わし、葉月の思いを受けて新たなる原書『シンデレラは振り向かない』へと書き換わる。ブーフ・ヒュレを発動した際は胸元に花のコサージュ、腰回りにリボンと大きな花、深いスリットの入った白いドレス、ガラスのヒールという姿に変身し、髪は銀色に変化する。
本来はアーリア家に代々受け継がれていた原書で、身持ちが固く契約者も数えるほどしかおらず死蔵状態だったところ、ルクレツィアの時代に日本人（葉月の前に『シンデレラ』と契約していたメドヘン）が突然契約者として認められたという経緯がある。前契約者（葉月の実母）が「白紙の頁」を使って新たな契約者が現れないように願ったため、本来であれば二度と契約者が現れることはないはずだったが、偶然「白紙の頁」を扱う資質を持つ葉月が魔法使いになりたいと願ったことで再び原書として契約を結ぶことになる。葉月との契約は「白紙の頁」ありきのものだったため、「暴食」との戦いで全てのページを使い切ったことで契約は解除されたが、小説版第4巻のラストで再び葉月の前に現れる。
カボチャ召喚
魔力によって形成されたカボチャを召喚する。個性を持たせることである程度は自立行動させることも可能。魔力量に応じて一気に大量に召喚することもできる。
私のお城
葉月が幼少期から空想していた透明な城を召喚し、相手の攻撃を防ぐ防御魔法。城の底部にはタービンエンジンが設置されており、これを用いて空を飛んだり相手の攻撃を相殺することができる。葉月に敵意を持つ者の侵入を拒み、ダンスを踊る人形を作り出したり、城内に溜め込んだ大量のカボチャを放出することで相手の行動を阻害することもできる。非常に強固な防御魔法だが、受けたダメージ量に比例して城に設置された時計の針が動き、針が12時を指すと城は消滅する。また飛行中は風船のように膨らむため、強度が低下してしまう。葉月の想像力次第でさまざまな形に変化し、小説版第3巻では、アメリカ校のドリューの固有魔法「グレートオーズ」に対抗するため巨大ロボ「ノイシュヴァンシュタイン」に変形する。
葉月はこの魔法を、他人と触れ合うことを恐れ自分と周囲に壁を作りながらも、そのくせ誰かに見つけて欲しいという思いを反映したものだと推察している。
ガラスの心（グラスハート）
「誰も傷つけない」という葉月の思いを体現する魔法。当初は葉月の「心に秘めた想いを相手に伝えたい」という思いを受けて発動した魔法で、魔法の効果は広範囲に及び、「あちら側」の世界にさえも干渉する。「相手に本当に大事なものを気付かせる」「相手の気持ちをダイレクトに伝える」「相手の過去や気持ちを読み取る」「破損した原書を修復する」など、さまざまな効果を発揮する。葉月にかかる負担が大きく、使用後はブーフ・ヒュレがしばらく使えなくなる。
その真実は『シンデレラ』の原書に収められていた「白紙の頁」の効果であり、言うなれば「葉月の願いを何でも叶える魔法」。葉月が何かを願うたびにページを消費して願いを叶えていた。
最高の結末（ハッピーエンド）
小説版で「暴食」に食われて消滅した人々を復活させるため、葉月が行使した最後にして最高の魔法。食われた人々に縁のある人々と手を繋いでその人をイメージしてもらい、そのイメージを葉月が「ガラスの心」を通して具現化し、さらにイメージした「腕」で掴んで「暴食」から引っ張り出す。この世に存在しないものの蘇生という、魔法を超越したいわば「奇蹟」であるため反動が甚大で、葉月は使用後に倒れてしまい、さらに「白紙の頁」を全て消費したことで魔法使いの力を失ってしまう。

土御門 静（つちみかど しずか）
声 - 末柄里恵
日本校のリーダーで、メドヘン三強の一角。「鉄壁要塞」の二つ名を持つ。平安時代のお姫様を連想させるような黒髪の長髪を持つ少女。魔法使いの名家である土御門家の現当主で、十三人の始祖の一人の末裔でもある。7年前の事件で母・土御門巴を亡くしており、原書『かぐや姫』と契約して以降は土御門家の悲願である「凋落した土御門家の再興および十三人委員会への再抜擢」のため、身を粉にして十三人委員会に尽くしている。分家の加澄家とは主従関係にあり、有子とは幼いころから親交がある幼なじみ。
崇神の指示で「あちら側」に原書を探しに行った際に立ち寄ったファストフード店で葉月に姿を目撃され、葉月がクズノハ女子魔法学園に来るきっかけを作る。葉月が『シンデレラ』のメドヘンだと判明すると葉月に魔法の基礎を教え、ヘクセンナハトの日本校メンバーとして育てる。「自分のために葉月を利用している」という良心の呵責に苦しみながら、彼女と交流していくうちに互いに友情を深めて友達になるが、カザンに襲撃されてボロボロになった葉月を見て私欲のためにヘクセンナハトに巻き込んだことを後悔し、葉月を守るためにわざと冷たい態度を取る。諸国連合とのヘクセンナハト最終予選では、カザンの「大泥棒」によって自分の固有魔法をすべて奪われて窮地に陥るが、乱入した葉月に救われ、改めて葉月との友情を確認する。
魔法使いの社会では「土御門の跡取り」として扱われるため対等な友人がおらず、権威に関係なく自分を1人の女の子として接してくれる葉月のことを非常に大切に思っている。葉月が起こす魔法を誇らしく思う反面、葉月が無茶をすると心配からイライラしたり、他校のメンバーと仲良くしていると嫉妬心を抱くこともある。
現代の魔法使いには珍しく機械音痴な上に「あちら側」の世情に疎く、小説版第1巻で所持している携帯電話はスマートフォンではなくガラケーで、ツイッターやLINEのことも知らない。好きな食べ物はハンバーガーだが、これは幼少期のころから厳しく育てられ、親子らしいことを何一つしたことがなかった母親の巴と一度だけハンバーガーを食べた時、母が見せた優しさが忘れられないため。日本校への愛と信頼が強く、学園長の趣味としか思えないような奇妙な風習も、きっと意味があるはずだと素直に信じ込んでいる。
リンの策略で審問会にかけられた際に十三人委員会の腐敗ぶりを垣間見て失望し、本当に母が守りたかったものを理解する。
『かぐや姫』
静が契約する原書。日本最古の物語にして現存する最古の原書であり、強力な力を持つ。土御門家が世襲で継承する原書だが、土御門家の長い歴史の中でも契約したのは静とその母・巴を含めて3名だけ。静は7年目に先代契約者の母・巴が死亡した際に受け継いでいる。歴代の契約者が5つの固有魔法を生み出しており、静は其の内の殲滅力に長けた3つの固有魔法を習得しており、それらを融合した特殊な魔法を有する。静が原書に「母のように強くなりたい」と願ったことから、固有魔法も母親に酷似している。ヘクセンナハト第二夜において、静によって新しい物語が書き加えられ、新たな世界魔法が作り出される。ブーフ・ヒュレを発動した時は、色鮮やかな十二単に白い天女のような羽衣を纏った姿に変身する。
火鼠の皮衣
炎を操る衣を召喚する魔法。炎の魔法を全て無効化する他、衣の温度を操作することで砲弾などを溶かして無力化することもできる。3つの固有魔法の中で最も近接戦闘に向いている。ただし水や極低温によって無効化される欠点がある。
蓬莱の玉の枝
数多の宝玉が実った銀色の枝を召喚する魔法。宝玉からは光線を照射することができるが、照射する光線の数が多かれば多いほど精密な狙いをつけられなくなるという弱点もある。
五色の龍
魔力によって形成された質量を持つ龍を召喚する魔法。「龍の顎」という噛付き攻撃と「龍顎砲」という強力なレーザーによる砲撃を行う。
月の船
上記3つの固有魔法を組み合わせることで発動する、静の最強の固有魔法。蓬莱の玉の枝を船の骨組みにして、火鼠の皮衣で船殻とエンジンを形成し、五色の龍を主砲とした、幾重もの花弁で形成された大輪の花を思わせる空飛ぶ円盤。船に設けられた無数の発射口からは蓬莱の玉の枝のレーザーを、船体内に収容された五色の龍からはさらに強力になった「龍顎砲」を発射することができるが、固有魔法をどれか一つでも奪われると使用不能になるという弱点がある。
月世界（ムーンフォール）
静が『かぐや姫』の原書に「その後の物語」を書き加えることで発現した「世界魔法」。文字通り月を落として対象を攻撃する。ひとつの天体を使う大規模な魔法のためにその威力は絶大で、大抵の魔法では破壊することも防御することもまず不可能。ただし発動から着弾までにかかる時間が長い。
小説版では、本来の形はとても穏やかな場所とされる月の世界に由来する浄化の力とされており、葉月の「最高の結末」で力を失った「暴食」に対して発動。元素へと変換し、消滅させている。

加澄 有子（かすみ ありこ）
声 - 本渡楓
日本校のメンバーで、10代前半に見えるほどのとても小柄な少女。土御門家の分家にあたる。土御門家の警備を担当してる長女の朋子、次女の礼子、四女の鈴子がいる。怠惰・怠慢・退屈を信条とする怠け者で、姉の朋子からは「怠惰で口が悪く愛想もない」と評されており、事実、試験では合格点をとるものの、居眠りが多すぎて補修の常連になっている。かなりの毒舌家でブラックジョークを好む。低身長がコンプレックスで、バカにした相手にはかなり手の込んだやり方で報復している。誰に対しても愛想がなく、滅多に感情を表に出すことがないが、静や日本校メンバーのことを大切に思っており、小説版第3巻でリンが静に対して行った謀略に対して怒りを露わにする。面倒ごとが嫌いで、訓練を強要する家族にも反感を抱いていたが、静に初めて会った際に思わず護衛に立候補してしまい、さらにタイミング良く『一寸法師』の原書にも選ばれたことで意図せずエリートコースを歩むことになる。
土御門家の現当主である静とは主従関係にあるが、静と話す際は特にへりくだったりはしない。しかし諸国連合とのヘクセンナハト予選で焦りのあまり舞に対してキツく当たろうとした静を諫めたり、審問会にかけられた静の意思（ヘクセンナハトに勝利してほしい）を果たすために、土御門の里に残された超希少金属であるヒヒイロカネを無断で持ち出したりと、静に対する忠誠心は本物。一方で、「土御門の人間」という枠組みから抜け出せないために静を助けられなかった自分を責めたりもしている。
『一寸法師』
有子が契約する原書。室町時代に成立した御伽草子のひとつ。ブーフ・ヒュレを発動した時は、高下駄を履いた巫女装束風の姿に変身する。前契約者が「上がり」を迎えて返却されたその日に、有子を新たな契約者に選ぶ。
打出の小槌
身長よりも巨大な木槌を召喚する魔法。木槌で叩いた対象を好きな形状や材質に変化させることができる。攻防一体の汎用性が高い魔法だが、創造系魔法の常で魔力消費が大きく、多用はできない。
針の剣
縫い針の形状をした剣を召喚する。小説版第3巻では、炎を操るリンに対する切り札としてヒヒイロカネを「打出の小槌」で成形した、炎を吸収する赤い針の剣を使用している。

佐渡原 舞（さどはら まい）
声 - 新田ひより
日本校に在籍するメドヘンで、補充メンバーとしてヘクセンナハト予選最終戦から参加する。原書『鶴の恩返し』の契約者。
物静かで大人っぽい見た目だが、ちょっぴり抜けたところがある。葉月が「人類としての規格が根本から違う」と言うほどのメリハリが効いたスタイルの持ち主。おっとりしているが空手道四段の実力があり、クラヴ・マガの心得もある。
ものすごいお金持ちのお嬢様で、実家は迷子になるほどの大豪邸。家業は魔法を使った服飾産業で財を成したが、現在は機械化が進んで魔法なしで服を作っている。
予選最終戦では訓練不足もあってあまり活躍できずに退場したが、第二夜ではリンに戦力外とみなされていた隙をついて勝利に貢献する活躍をする。
『鶴の恩返し』
舞が契約する原書。力では『シンデレラ』などには遠く及ばないが、味方の傷を癒したり強化することのできる貴重な魔法を使える。ブーフ・ヒュレの状態では、普段以上に胸や尻が強調される。
羽織物
強靭かつ柔軟で伸び縮みも自由自在の糸を無数に操る。編み方次第で弾力や強度を変化させられる。自身のブーフ・ヒュレを糸の材料とするため、使用する度に衣服の面積が減るのが欠点で、ブーフ・ヒュレ解除で退場となるヘクセンナハトでは、魔法を使うほどに退場のリスクが高まる。

日野 さち（ひの さち）
声 - 田所あずさ
日本校のメンバー。原書『舌切り雀』の契約者。
外見上はあまり個性がない少女だが、突飛な言動を取り、初対面で葉月が「変な人」と思うような人物。黙っていることが苦手な目立ちたがり屋で、「うるさい」と有子から評されている。調子に乗って後先考えずに行動して失敗するという欠点がある。舞とは幼馴染みで、そのスタイルゆえに男子にからかわれる彼女をいつも助けていた。佐渡原邸の隣にある、異様に細長い築60年の木造の一軒家に住んでいる。妹(望)と弟(雄喜)がいる。
メドヘンとしての力量は高いのだがかなりの不幸体質らしく、予選では試合終了間際に相手が放った流れ弾に当たって3年生の先輩を巻き込んで脱落してしまう。その試合で負った怪我で長期入院して戦列を離れるが、ヘクセンナハト第二夜より復帰、日本校のメンバーとして出場する。
『舌切り雀』
さちが契約する原書。ブーフ・ヒュレを発動すると、巨大な糸切りバサミを背負った忍者のような姿になる。巨大な糸切りバサミを使いオフェンスを担う。
舌切りバサミ
「さちが口を閉ざしている間」という条件で、相手の言葉を切り取り魔法を使えなくすることができる。連続での使用ができないことが欠点である。

崇神 壱与（すがみ いちよ）
声 - 岡村明美
クズノハ女子魔法学園の学園長。ウェーブがかった髪にキリッとした眉の妖艶な美女。見た目は若いが、実際の年齢は不詳。趣味は農園での野菜作りで、学園内に趣味のために庵と畑と露天風呂を作っている。神道に連なる古式魔術における日本一の権威。魔法で9人に分身でき、分業で同時に複数の仕事を処理している。
『シンデレラ』の前契約者（葉月の実母）や土御門巴、ルクレツィア・アーリアとは同世代で、ヘクセンナハトで日本校が唯一優勝した時の日本校代表メンバーのひとり。『シンデレラ』の前契約者（葉月の実母）とは友人だったが、彼女がヘクセンナハトで優勝した直後に姿を消した際、彼女の苦悩に気付けなかった悔恨から薬を飲んで記憶を消している（後に前契約者（葉月の実母）が「白紙の頁」を使って記憶を消す魔法を使っていたことが判明する）。そのため、『シンデレラ』の原書に選ばれた葉月のことを気に掛けており、さまざまな面でアドバイスや助力を行う。
普段は飄々として掴みどころがないが、日本校の最高責任者として、学園と生徒を守るためならたとえ十三人委員会の決定であろうと反発する。小説版第3巻では土御門家にかけられた嫌疑の不自然さから独自に調査を開始、カザンと手を組んで情報の精査を行なっている。

白銀 蓉子（しろがね ようこ）
声 - 渡部恵子
クズノハ女子魔法学園の寮長兼歴史教師。オールバックにひっつめた白髪の年配女性。日本校の卒業生で、原書『竜宮』と契約する現役最高齢の原書使い。戦闘系の原書使いの中でも特に優秀な者しか取得できない「司書」の資格を持つ。日本校の教師全員が教え子で、誰も頭が上がらない。
『竜宮』
白銀が契約する原書。一般には『浦島太郎』として有名。ウミガメを使役する魔法や、箱から発生する煙の中から現れる魔法を使う。

### 家族・関係者
真田 冴子（さなだ さえこ）
声 - 長谷川暖
葉月の継母。出版社の社員で、ファッション誌を作っている。自己主張が弱い葉月が何を考えているのか分からず、夫（葉月の実父）からは有効なアドバイスももらえずにいたため子育てに悩んでいたが、開き直って自分の欠点を教えることで、きちんと言葉に出せるようになった葉月と和解する。家事が苦手。

真田 美沙（さなだ みさ）
声 - 清水彩香
葉月の継姉。葉月と同じ高校の2年生。細身で背の高いギャル風の美女で、ファッション誌の読者モデルをしている。話の合わなそうな葉月のことを面倒だと思っていたが、葉月の静と友達になりたいという願いを「葉月に好きな男性ができた」と勘違いしたことで、相手との仲を応援し、葉月に歩み寄るようになる。学園を去って落ち込む葉月に「葉月が読んでいる物語の中には、葉月のことはひとつも書いてない」と諭し、立ち直るきっかけを与える。クリスマスの日のプロムナード（舞踏会）で葉月の『ガラスの心』に後押しされ、片思いしていた先輩の王寺と交際を始める。

ブンちゃん
小説版に登場する、熱海の山中でシミに侵食されていたところを葉月に助けられた謎の動物。犬と狸の中間のような姿で、「ブゥン」と鳴く。
正体は原書『分福茶釜』から生まれた、ブーフ・ヒュレに近い擬似生物。原書『分福茶釜』は、始祖の十三人のひとりで「始祖の書」の編纂にも関わった土御門家の先祖とともに暮らしていた、守鶴（しゅかく）という名の法力が使える狸が自分の生涯を描いた物語である。化け狸の物語であるため、変身能力を持っている。
葉月を心配してそのまま異空間を飛び出して東京にやって来るが、預けられていた中国校の元から脱走して審判の食事を台無しにしたことで正体がばれてしまい、原書が動物の形になっていることが許せない十三人委員会より消滅させるように指示が出される。その処遇を巡って生物として擁護する葉月、カザン、シュエメイのチームと、原書に戻すことを主張する静、アガーテ、リンのチームでヘクセンナハト形式で対決が行われることになる。
アガーテの魔弾で破壊されてしまうが、破片を静が泰山府君祭で過去に送り、葉月が「ガラスの心」で破片に込められた守鶴の想いを先祖に届ける。この後、「ブンちゃん」という存在は儀式を行った葉月と静以外からは失われるが、守鶴の魂は新たな主人（静）とともにあることを望み、巴の形見の狸の根付に宿り、葉月たちのもとに帰ってくる。

### 諸国連合
ヘクセンナハトの予選で日本校と対戦する、原書図書館を持たない国々のメドヘンが集まってできたチーム。原書図書館のない国にはメドヘンたちの居場所はないに等しく、各国が原書の所有権を主張し合うせいであちこちの学園をたらい回しにされるような扱いを受けている。
ユーミリア・カザン
声 - Lynn
諸国連合チームのリーダー。あまり手入れしていない赤い髪と意思の強そうな瞳のワイルド系女子。原書『酒呑童子』の契約者。
はみ出し者の集まりに過ぎなかった諸国連合をきちんとまとまりのある組織に変え、十三人委員会にヘクセンナハト出場を認めさせた立役者。シャルルとモリーを守り、自分たちの居場所を手に入れるために、ヘクセンナハトで優勝しようと考えている。裏でアメリカ校のスパイとしてリンと内通しており、各国の魔法学園に留学を繰り返し、入手した情報を売ることで金銭を受け取っている。短期留学中の日本校を廃校に追い込む計画の中で、リンから葉月を潰して『シンデレラ』の原書をフリーにするように依頼されて葉月を痛めつけ、静が彼女を日本校から追放するように仕向ける。ヘクセンナハトの予選では、葉月の追放で心に隙ができていた静から固有魔法を全て奪って追い詰めるが、乱入してきた葉月の「ガラスの心」で戦意を喪失し、負けを認める。以降はスパイ活動を止め、葉月たちとも和解して正式に日本校への短期留学を継続することが許され、いつか自分たちの学校を復活させる夢を持つようになる。現在は当座の資金を蓄えるために、いろいろなアルバイトに励んでいる。
一見粗野だが元々はかなり良いところのお嬢様で、昔通っていたフィニッシングスクールで厳しく躾けられていたために所作が洗練されている。東ヨーロッパの家庭料理全般が得意で、一部のロシア料理や四川料理も作れるが、シャルルによるとやたら手が込んでいて量が少ないとのこと。面倒見が良く、仲間2人との関係はまるで親子のようだが、面と向かって母親扱いされるとショックを受ける。
『分福茶釜』を巡る対決では葉月に協力を求められて擁護側に入り、シュエメイから宝貝を2つ借りて静とリンと戦う。土御門の里が封鎖された際にはシャルルとモリーに葉月の護衛を任せ、自身はアメリカ校の背後で十三人委員会と繋がっている黒幕を探る。
『酒呑童子』
カザンが契約する原書。室町時代に成立した御伽草子のひとつ。ブーフ・ヒュレを発動すると髪が燃えるような赤に染まり、二本のねじれた角が生え、胸と腰だけを覆うビキニと腕と足に鎧を纏う姿に変身する。
大蛇（オロチ）
身長と同じくらいの長さがある大太刀。酒呑童子の雷を操る能力を制御するもので、刀身から蛇のような雷を放つ「雷切」を使用できる。
大泥棒
相手の魔法を奪う魔法。奪い取る時には一度でも自分の体でその魔法を受けておくこと、相手の心に抜け道になる隙が生まれていることの2つが発動条件。ただし容量をオーバーすると、奪った魔法を制御できずに暴走してしまう。

シャルル・ジョバーニ
声 - 宮島えみ
諸国連合チームのメンバー。短い赤毛に吊り目で猫のような印象の少女。原書『長靴をはいた猫』の契約者。もともとはストリートチルドレンだったが、食べ物をくれたカザンに懐き、後を付いてくるようになる。
よく嘘をつき、一言多いせいでよく怒られる。方向音痴。
日本校との予選では有子の足止めを任される。予選後は日本校への短期留学が認められる。
ヘクセンナハト予選でカザンを救ってくれた葉月に感謝しており、「姐さん」と慕っている。
『長靴を履いた猫』
シャルルが契約する原書。ブーフ・ヒュレを発動すると、羽飾りのついたつば広帽子にロングブーツ、真っ赤な短衣と刺突剣（レイピア）を身につけた姿になる。
嘘も方便
相手に嘘を吹き込むという魔法で、効果時間は短く内容も些細なものだけという制限があるが、なかなか気づけないという強みを持つ。また、自分自身に嘘をつき、自己暗示で戦闘能力を底上げすることもできる。

モリー・C・クイン
声 - 金子彩花
諸国連合チームのメンバー。灰色の髪を後ろで無造作に束ねたひどく陰気な少女。原書『ハーメルンの笛吹き』の契約者。もともとは紛争地帯で戦わされていた少女兵で、窮地に陥ったところをカザンに救われて以降、彼女を慕い後を付いてくるようになる。その来歴から愛用のライフルを常に身に着けており、風呂場にまで持ち込もうとしたこともある。
基本的に人見知りだが、気に入った相手にはべったり懐く。カザンからもらったネズミのヌイグルミを大事にしており、シャルルに壊されたのを直してくれた葉月にも懐く。
日本校との予選ではカザンの固有魔法を発動させるためのサポートに徹する。予選後は日本校への短期留学が認められる。
『ハーメルンの笛吹き』
モリーが契約する原書。ラッパ銃で鼠の群れを操り、無数の大砲をネズミに操作させる「一斉射撃（サルボー）」を使うことができる。

### アメリカ校
ヘクセンナハト出場校のひとつで、第二夜の日本校の対戦相手。魔法学校としては新興勢力であり、金と国力にものを言わせて原書を買い漁っているといわれ、その様は「拝金主義」と揶揄されている。
リン・デイヴス
声 - 日高里菜
アメリカ校のリーダー。金髪の巻き毛に下がり気味の目尻のふんわりとした印象の少女。原書『マッチ売りの少女』の契約者。
ガールズバンド「ファイヤキャンディ」のボーカルとしても活躍する芸能人。12歳までゴーストタウン化したデトロイトの養護施設で教会の神父に犯罪の片棒を担がせられながら育ち、その中で偶然盗品の原書と契約して施設を焼き払い、ジェームズに拾われて同じ姓を与えられる。表向きは無邪気を装い屈託のない笑顔を見せるが、その内面は腹黒く、狡猾で打算的。自分の利益のためなら、どんなに卑劣な行為でもためらうことなく平気な顔をして行う。口から出る言葉は借りて来たように都合がよく、その言葉に本心は欠片もないという子供と大人の悪いところを寄せ集めたような性格で、葉月に「何もない」「未来も過去も持たない」と評される。仲間意識もなく、チームの同僚にも高圧的。メドヘンでありながら魔法や奇跡が大嫌いで、ヘクセンナハトでは魔法の他に手榴弾や自動小銃といった銃火器を召喚して使用する。また、魔法的な情報媒体は一切信用していない。だが、その歪んだ性格は、長い間魔法獣に精神を食い荒らされていたのが原因であった。
ヘクセンナハト第一夜では中国校を相手に勝利。『分福茶釜』を巡る対決では破棄側で参加、葉月を探るために裏切って擁護側につこうとしたが葉月に拒絶されて激怒し、そのままカザンと戦う。第二夜では静を警戒して事前に母親の嫌疑を追及させることで試合から排除、試合では銃火器を召喚して有子とさちに重傷を負わせ、ルーシーに命じて彼女たちを操り、腹いせに葉月を痛めつけるが、途中参戦した静の「月世界」で押しつぶされる。第二夜終了後に捕縛されるが、ルーシーに命じて事前に潜伏させておいたゾンビウイルスを覚醒させて混乱を引き起こして脱走。別々に囚われていた他のメンバーと合流するも、ドリューとキャメロン、さらにはルーシーにまで協力を拒絶されて激昂、「パパ」と呼んでいた「暴食」を解放して決勝戦の舞台を襲撃する。ほどなく「パパ」の正体に気づき、「暴食」に食われそうになるがアンジェリーナが犠牲となる間にカザンに匿われてその場を逃れる。その後は負の感情が抜け落ちた反動で自我を失い、自失状態となっていたが、葉月の叱咤で正気を取り戻す。
アニメ版では、自らが解放した魔法獣に最初に食われてしまう。
『マッチ売りの少女』
リンが契約する原書。アンデルセンの童話のひとつ。
赤いマッチ
マッチから放つ紅蓮の炎で周囲を焼き払う。炎系の攻撃に強い「火鼠の皮衣」「芭蕉扇」とは相性が悪い。
黄色いマッチ
毒を含む煙を発生させる。毒の強さはリンの思うままに決められる。
黒いマッチ
魔法獣によく似た「黒炎獣（ケルベロス）」を召喚する、リンが持つ最強の魔法。黒炎獣が口から吐き出す黒い玉は、わずか3発でロンドン市街を丸ごと消し飛ばすほどの破壊力を誇る。

アンジェリーナ・デイヴス
声 - 佐藤亜美菜
アメリカ校のメンバー。栗色の髪のおっとりした優しそうな少女で、自己主張が薄く気弱な性格。原書『サンタクロース』の契約者。
リンとは同じ施設で育った姉妹のような関係で、性格を歪めていくリンに心を痛めているが、気の弱さが災いして結局はリンに言われるがままになっている。リンとは対照的に熱心なキリスト教徒。舞によって拘束され、リンの魔法に巻き込まれて退場する。リンに精神的に依存していたため、彼女と別々に拘留された際には精神の均衡を崩してしまう。「暴食」からリンを守って食われてしまうが、葉月の「最高の結末」で救出される。
『サンタクロース』
アンジェリーナが契約する原書。
良い子への贈り物（プレゼントフォーユー）
白い袋の中から、必ずリンにとって価値のある何かをランダムで取り出す魔法。自分自身のためには使えず、再使用に数日から数ヶ月の時間を必要とするのが弱点。

ドリュー・バーホーベン
声 - 小市眞琴
アメリカ校のメンバー。赤毛でメガネのギーク。原書『オズの魔法使い』の契約者。
人間と一緒に地球を守る正義の味方の勇者ロボが大好き。正義のハッカーを気取る引きこもりの犯罪者だったが、ジェームズに正体がバレたことでリンに弱みを握られて懐柔され、協力者となる。
ヘクセンナハト第二夜では、葉月と巨大ロボ同士の戦いを繰り広げて引き分ける。だがリンに抗議したため、彼女に銃撃されて退場する。
アニメでは、第二夜直前にリンの卑劣なやり方に抗議して反旗を翻し、キャメロンと共に第二夜への参加を辞退する。
『オズの魔法使い』
ドリューと契約する原書。もともと原書としてのランクが低かったため、複合原書計画のプロトタイプに選ばれて強化される。ドロシーの旅の仲間を召喚し、使役する固有魔法を持つ。
臆病ライオン
ライオンを召喚する。ただしその名の通り臆病者なので、やる気を出させるのにも一苦労する。
超魔法合体グランドオーズ
ブリキの兵隊、かかし、ライオンの3人の旅の仲間を合体させた固有魔法。ブリキの体とかかしの頭、胸には黄金のライオンが輝く巨大人型ロボット。ブリキのロケットパンチやライオンの口から放つビーム「ライオンファイヤー」を備えている。

キャメロン・ウェルズ
声 - 角元明日香
アメリカ校のメンバー。チョンマゲのように髪を頭頂部で結んだ侍好きな少女。原書『宇宙大戦』の契約者。
語尾に「ござる」を付けて話し、間違った日本の諺を多用する。『ばくまつ☆お侍さま！』というアドベンチャーゲームの大ファンで、少年になった勝海舟推し。猫アレルギー。父親が自分を道具としてしか見ていない家で育ち、14歳で20歳年上の相手と結婚させられそうになって家出した。
ヘクセンナハト第二夜では、気絶したルーシーを連れてリンの元へ帰還するが、リンの所業に抗議したことで命令されたルーシーに噛まれて昏倒する。
アニメでは、第二夜直前にリンの卑劣なやり方に抗議して反旗を翻し、ドリューと共に第二夜への参加を辞退する。
『宇宙大戦』
キャメロンと契約する原書。複合原書のひとつ。アメリカを中心に人気の作品で、映画9本、小説数十冊、アニメーション12シーズンが制作されている。登場人物が使うレーザーブレードを武器にする。

ルーシー・バートン
声 - 河野ひより
アメリカ校のメンバー。青白い顔を半分以上髪で隠した中国系アメリカ人の少女。何かの陰に隠れていないと落ち着かない性格。原書『ゾンビ』の契約者。過去のトラウマから、その素顔（美貌）を完全に髪で隠してしまっている。
ボーイズラブ好きの腐女子。帰る場所がなく、顔を隠しているのもその事情に関係している。
ヘクセンナハト第二夜では、ゾンビ軍団で日本校を圧倒するが、失神して一時撤退。その後はリンに脅されてキャメロン、有子、さちを次々とゾンビ化させたが、隠れていた舞によって拘束され、リンの魔法の巻き添えを食って退場する。ドイツへの移送準備中、再びリンから命令されて執行官をゾンビ化させ大混乱を引き起こすが、ついに罪悪感から彼女を拒絶する。その後は魔法で他人に迷惑をかけたことを反省し、魔法や他人に頼らず自分で考え自分で決められる人間になることを目指す。
アニメではドリューたちから第二夜への参加辞退を勧められるが、父親がジェームズに対して多額の借金をしていることをネタに、リンに脅迫されて強制的に第二夜に参加させられる。
『ゾンビ』
ルーシーと契約する原書。複合原書のひとつ。
バイオハザード
魔法でゾンビを呼び出し、噛んだ相手をゾンビに変える。霊脈と墓地が揃っていれば、ゾンビの軍勢で敵を圧倒することが可能。キョンシーの要素を取り込んでいるため、相手の呼吸を察知して優先的に襲うようになっている。ただしルーシーが気絶などで制御を失うと支配が解けてしまう。感染源であるルーシーが触れることでウイルスが活性化し魔法の効果が発生するので、発症のタイミングは任意で決められる。そのため、たとえ原書を封印されていたとしてもそれ以前に潜伏させていたものを使うことも可能。

ジェームズ・デイヴス
声 - 栗田圭
リンの保護者。兵器を製造販売する会社の経営者で、いくつもの企業を束ねる。一般人だがアメリカ校のスポンサーでもあり、十三人委員会とも内通している。リンに頼まれて7年前の魔法獣襲撃事件における土御門巴の嫌疑を蒸し返させる。予選の対戦相手の変更、委員会が管理する原書の横流し、商売での魔法の悪用などさまざまな悪事に手を染めていた。だが実際は「暴食」に操られていただけで、本人は半年以上前に用済みとされ、デトロイトで路上生活していたことが判明する。

### ロシア校
ヘクセンナハト出場校のひとつで、第一夜の日本校の対戦相手。最年長で17歳のマリヤから最年少で11歳のウピールチカまでと年齢層が広いが、チームの結束力が非常に強い。小説ではほとんど記述がなかったが、アニメでは第一夜およびそこに至るまでの詳細が描かれており、日本校を倒すためにさまざまな作戦を立てて実行するが、メンバー全員がお人よしのため、大半が間の抜けた作戦になっている。
マリヤ・ラスプーチン
声 - 大津愛理
ロシア校のリーダー。ハキハキした声、短めに刈り揃えたシルバーブロンドの髪とキリッとした眉が印象的な女性。原書『大きなカブ』の契約者。
ヘクセンナハトで優勝して、破損したタチアナの原書を修復してもらおうと考えている。第一夜での日本校との試合で、劣勢になりながらも諦めない姿に心を打たれた葉月が「ガラスの心」でタチアナの原書を修復したことに感謝し、自分たちの敗北を宣言。以後はタチアナを救った葉月のことを親しみと尊敬をこめて「同志」と呼ぶ。
「暴食」との決戦時、自分に何ができるか悩む葉月に対して『大きなカブ』の話をし、この戦いで葉月がなすべき道を示す。
『大きなカブ』
マリヤが契約する原書。ロシア民話のひとつ。
強制協力
マリヤの動きを相手に強制的にトレースさせる魔法。相手の近くにいないと魔法が効かず、マリヤが気絶すると魔法が解除される。

タチアナ・ボヤールスキー
声 - 小澤亜李
ロシア校のメンバー。原書『イワンのばか』の契約者。
馬鹿がつくほどの正直者で、相手を疑うことを知らない。第一夜の前日に風呂で葉月と出会い、意気投合する。
小説ではヘクセンナハトの本番直前に原書が破損した状態で無理に魔法を使ったために再起不能状態となるが、葉月の「ガラスの心」で原書を修復してもらったことで後遺症もなく回復する。
アニメでは十三人委員会の使者を名乗るリンによって原書をだまし取られて破損されるが、小説とは異なり魔法を使っても身体や精神にはダメージを負わず、ヘクセンナハト第一夜にも参加する。
『イワンのばか』
タチアナが契約する原書。ロシア民話のひとつ。ブーフ・ヒュレを発動すると、オーバーオールを着て麦わら帽子を被った農夫のような姿になる。
肉体労働の喜び
半径500メートル以内の全ての魔法を3分間無効にする。ブーフ・ヒュレさえも解除してしまう非常に強力な魔法で、ロシア校の勝利の鍵となる魔法。本来ならば範囲内の対戦相手だけに有効な効果だが、アニメでは原書が破損したことで自身や味方の魔法も無効にするようになってしまう。

ナディア・イヴァノヴァ
声 - 伊藤彩沙
ロシア校のメンバー。原書『てぶくろ』の契約者。
もともと人里離れた山奥で人間社会と隔絶して暮らしていたために言葉遣いがたどたどしいが、身体能力はロシア校の中で一番高い。アニメでは書庫に手袋を置き、タチアナに内緒で試合前に日本校のメンバーを全吸収で手袋に吸収、監禁して試合を放棄させる計画を立て、葉月と静、そして計画を知ったカザンを吸収するが、計画を知ったタチアナの肉体労働の喜びによって魔法を無効化される。
『てぶくろ』
ナディアが契約する原書。ウクライナ童話のひとつ。
全吸収
相手を手袋の中に閉じ込める魔法。手袋を置いておいて触れた相手を閉じ込めることも可能。効果はブーフ・ヒュレが解除されるまで続く。

エヴァ・ホドシェンコヴァ
声 - 平山笑美
ロシア校のメンバー。原書『笑わない王女』の契約者。いつもマリヤの隣に居る。アニメでは葉月の監禁計画の打ち合わせで葉月の身体を心配し、監禁部屋の掃除を提案する。第一夜では厳選に厳選を重ねた爆笑ネタを集めて日本校メンバーを足止めし、その隙にナディアに仕留めさせる予定だったが、あと一歩のところで小話のストックが切れてしまう。
『笑わない王女』
エヴァが契約する原書。
爆笑
小話をして聞いた相手を笑わせ、笑う以外の行動をできなくする。気温が寒ければ寒いほど強力な効果を発揮するが、小話のストックが尽きると足止めは解除される。

ウピールチカ
声 - 赤尾ひかる
ロシア校のメンバー。原書『吸血鬼』の契約者。身長が135cmとアニメ公式プロフィールの中で一番低い。アニメでは葉月監禁計画の一環で、葉月を監禁部屋に呼び出すための電子メールを作成して送る。第一夜では「風邪を引けば降参する」と考えて飛翔と天候操作を使って雪を降らせるが効果はなく、有子の打ち出の小槌と舞の羽織物によって撃ち落とされる。
『吸血鬼』
ウピールチカが契約する原書。
飛翔
ほうきなどを用いずに、その身ひとつで空を飛ぶ魔法。背中にはコウモリのような羽が生える。
天候操作
天候を自由に操ることができる魔法。

### ドイツ校
ヘクセンナハト参加校のひとつ。所在地はヘッセンのハーナウ。最古の魔法学園であり、魔法学園の中で最も多くの原書を有するため、シミの発生頻度は他国と比べ物にならないほど高く、メドヘンたちは入学直後からシミや魔法獣との実戦に参加している。そのため桁違いの戦闘経験を持ち、ヘクセンナハトでもここ100年間で優勝を逃したのは日本校に敗北した1度きりと、絶対王者として君臨している。ただその方針の陰で、戦えるが呪われているような原書も優先して生徒にあてがわれるという問題もある。
アガーテ・アーリア
声 - 加隈亜衣
ドイツ校のリーダーで、メドヘン三強の一角。「神眼」の二つ名を持つ。背の高いキリッとした風格のある女性。十三人委員会直属の執行官でもある。原書『魔弾の射手』の契約者。
戦いの最前線であるドイツ校で、誰よりも多くのシミや魔法獣を駆除してきた実力者であり、ドイツ校始まって以来の天才と言われている。クールな印象とは裏腹に賑やかなのが好きで、周囲から避けられがちでひとりぼっちなことを気にしている。また、可愛いものが好きで、実家の豪邸にある自室はぬいぐるみやドールハウスなどで可愛らしく飾られているが、感性が普通の人と少しズレており、葉月が魔法で作るカボチャのようなものが好み。加えて手先がかなり不器用で性格も天然気味である。
『魔弾の射手』の呪いで他人と心を通わせることができない。かつてはチームメンバーとも親密で、ヒルデガルドとは特に仲が良かったが、1年前の戦いで追い詰められて「第七の魔弾」を使い、彼女を傷つけてしまったことから周囲と意図的に距離をおき、自分の魔法に仲間を巻き込まないよう単独での行動をとるようになる。同じ執行官で母親のルクレツィアのことも「先生」としか呼べない。
ヘクセンナハト第一夜では、インド校を一人で相手取り、長距離からの狙撃で圧勝する。『分福茶釜』の処遇については最初から破棄を主張し、静と組む。試合では予知を覆すシュエメイに苦戦し足止めされたが、「第七の魔弾」で葉月ごとブンちゃんを撃ち抜き、勝利する。第二夜ではアーサーに圧倒されるが、彼女が棄権を宣言したため結果的に勝利する。「暴食」との戦いにおいても活躍したが、一瞬の隙を突かれて食われてしまい、自身の姿と魔法を真似られてしまう。最後は葉月の「最高の結末」で救出され、仲間たちとの再会を果たす。自身の原書についても魔弾の呪いがあるから、大切なものをより大切に思えると前向きな心境を抱いている。
『魔弾の射手』
アガーテと契約する原書。中世ドイツの伝説を題材とするオペラ。契約者にとって一番大切な人を殺すという呪いを持つ。どこからともなく飛んできて必ず当たる弾丸を使った狙撃を得意とする。魔法としては異色の「長距離からの狙撃」という形態をとる。
眼
少し先の未来を観測する、未来予知の魔法。ただし不確定な未来は先を見ようとするほど可能性の混沌に飲み込まれてしまい、1日先を見ようとすれば自分という概念が消えかねないため、「弾丸6発を撃つまで」を上限と決めている。そのため6発撃つごとにリロードで数秒狙撃が止まるのが弱点となっている。
その本質は不確定な事象、数多の可能性の中から、自分にとって都合のいい未来を観測し確定させるというもの。さらに、その際選ばれなかった可能性は混沌となって自分の中に蓄積、これを生成したのが真の魔弾である。
第一の魔弾
威力の高い貫通弾として放たれる魔弾。
第三の魔弾
選ばれなかった未来の詰め合わせを放つ魔弾。発射されると空中で無数の弾丸に分裂し、四方から敵を襲撃する。
第五の魔弾
破裂すると空間を切り取り対消滅する黒い球体となる魔弾。敵を飲み込んで跡形もなく消し去るが、ヘクセンナハト中なら致命傷にはならない。
第七の魔弾
悪魔が望むところに命中するという7発目の弾丸に由来する忌まわしくも最強の魔弾。混沌そのものを魔弾として放つ魔法で、シミも魔法獣も1発で蒸発させるほどの威力だが、契約者にとって一番大切な相手の命を奪う呪いを持つ。なお、自分自身が一番大切だと思っている場合は、魔弾が自分を撃ち抜き、自分が大きなダメージを受けてしまう。

ヒルデガルド・フェレ
声 - 首藤志奈
ドイツ校のメンバー。プライドの高いナルシストの、髪の長い少女。長身でファッションモデル系の美人。原書『ラプンツェル』の契約者。
極貧の家庭に生まれたが、高い魔法使いの資質を持っていたことで3歳の時に謝礼金と引き換えに魔女の元へ引き取られて養育される。ヘクセンナハト優勝にかける願いは生き別れた両親との再会である。友達がいないために謝肉祭に友達と参加できず訓練に身の入らないアガーテに対して、ヘクセンナハトの成績を案じて自分が友人になることを提案し、彼女のこれまで知らなかった側面に触れていく。
状況判断、思い切りの良さ、魔法の力が優れているため、独断専行が増えたアガーテに代わってチームの指揮を執る。
『ラプンツェル』
ヒルデガルドと契約する原書。
長い金髪
ヒルデガルドの固有魔法。長い髪の1本1本が猫の髭のような感覚器官となっているため、湿度や気温、空気の流れ、魔力を感知する。さらに自身が念じるだけで超硬質の切断糸と化し、周囲の物を切り刻む。
魔女の塔
ヒルデガルドの固有魔法。足元を盛り上がらせ、空へ向かってまっすぐ伸びる塔を作り出す。

ノーマ・パウル
声 - 高橋花林
ドイツ校のメンバー。小柄でドMな少女。他人に服従・隷属したいという倒錯的な嗜好の持ち主。原書『白雪姫』の契約者。
生粋の魔法使いでも名門と呼ばれる家系の出身。グラマーで、葉月曰く仕草がえっち。かつて「魔法の鏡」を使ってアガーテの姿を見て以降、彼女に心酔しており、アガーテの専属奴隷になりたいと思っている。自分の目指す地位にいると思い込んでいるヒルデガルドを勝手にライバル視しているため彼女とは仲が悪い。
『白雪姫』
ノーマと契約する原書。
魔法の鏡
ノーマの固有魔法。望んだ条件に合う相手の姿を映し出すという魔法。ただし、それが何時のどんな状況なのかは分からないので、人探しには使えない。
七人のこびと
ノーマの固有魔法。ナタや包丁で武装した7体のゴブリンを召喚する魔法。ノーマの性癖によるものか通常の召喚魔法とは主従関係が逆転しているが、本人曰く「仲の良いお友だち」でちょくちょく呼び出している。

ブリギッテ・ヘルム
声 - 香坂さき
ドイツ校のメンバー。原書『赤ずきん』の契約者。
目つきが鋭く乱暴な口調だが、本来は気弱で人見知りな性格で、他人と目を合わせたり顔を見られるのが苦手。そのためパーカーのフードを目深に被り、その上からヘッドホンを装着して外れないよう固定している。
幼馴染で親友のイザベラが唯一心を許せる相手。彼女を試合中にマーリンに封印されてしまい、魔法を解く交換条件としてアーサーの騎士となって動くことになる。
葉月が『シンデレラ』と契約したことでアガーテが『魔弾の射手』と契約することになり、結果として魔弾の呪いに苦しんでいると思い込んでおり、葉月に対して強い敵愾心を抱く。
『赤ずきん』
ブリギッテと契約する原書。魔法で頭巾がオオカミの頭に変化して流暢に話し出す。これにはジョンという名前をつけており、敵の感知などで役に立つが、非常に口うるさいためブリギッテは辟易としている。戦闘時には本物のオオカミのような毛皮、腕と爪に尻尾へと変化し、身体能力が大幅に底上げされる。

イザベラ
声 - 清水彩香
ドイツ校のメンバー。アイアンメイデンの中に入っており、ブリギッテに引きずられて移動する。原書『ヘンゼルとグレーテル』の契約者。
魔法使いの家系に生まれながら、先天的に言葉が話せないという魔法使いとして致命的なハンデを抱えていたが、家族からは大切に育てられてきた。幼馴染のブリギッテとは仲がいい。
『ヘンゼルとグレーテル』
イザベラと契約する原書。悪い魔女を殺すという話の内容ゆえに、契約者はそこにいるだけで同じ魔法使いの命を削るという恐ろしい呪いを受けてしまう。この魔法使いでありながら他の魔法使いを殺すという性質から、「魔女殺し」の別名で忌み嫌われている。炎の魔法を使うことができる。

ルクレツィア・アーリア
小説版に登場。アガーテの母親であり、ドイツ校チームの監督。男装の麗人。本職は執行官。自分が娘の魔法で死んで後悔を抱くことがないようにあえて自分から距離を取り、母親ではなく教官として接している。
崇神や静の母・巴、そして先代の『シンデレラ』の契約者（葉月の実母）とは旧知の仲で、彼女たちとはかつてヘクセンナハトで戦い、ドイツ校にとってここ100年間で唯一の敗北を喫している。

### イギリス校
ヘクセンナハト参加校のひとつ。大昔から徹底した秘密主義を貫く閉鎖的な魔法学園で、他校との交流を一切持とうとしない。その目的はアーサーと共に戦う円卓の騎士を探すことで、今大会では第一夜をシードで通過し、第二夜のドイツ校戦では相手を終始圧倒的したが、目的を果たしたことで棄権している。アニメ版では全員が辞表を出したことで戦わずに棄権。理由を聞きに来たアガーテに「7年前のあの悲劇、蘇るあの悪夢を、私たちイギリス校は滅ぼさなければならない」と告げて会場を去る。
アーサー・ペンドラゴン
声 - 上田麗奈
イギリス校のリーダーで、メドヘン三強の一角。無造作に伸ばした長い金髪と白い肌の妖精のような美しさを持つ少女。シュエメイからは龍の子と呼ばれている。原書『ブリタニア列王史（アーサー王伝説）』の契約者。
人間と妖精のハーフで、10歳でペンドラゴン家に引き取られるまでずっと動物と森の中で暮らしていた。動物と話すことができ、しばしば自室に野生動物を連れ込んで巣を作る。半妖精の異能で感情を色として認識でき、野生的な直感と匂いによって相手の感情を嗅ぎ分けるという特技を持っている。また、服を着ると落ち着かず、放っておくとすぐ服を脱いでしまう。かなりマイペースかつ天然で、生き物の中ではウナギが可愛いと思っている。
『ブリタニア列王史』に記されている、日本で遠くない未来に起こる「来るべき災厄」から人々を救うことが使命であり、ヘクセンナハト参加も優勝ではなく12人の騎士ともう1人の王を集める成聖が目的である。来たるべき災厄の時に備えるという使命感は非常に強いが、それゆえに使命を果たすための犠牲はやむを得ないという考えを持つ。
人間が持つ色の濃い感情が好きで、4年前に義理の姉になって自分に人間の良いところを教えてくれたマーリンを慕っている。
葉月のことは預言に出てこないことから「預言の遂行に邪魔な存在」と位置づけているが、「最高の結末」発動時には「暴食」から自ら葉月を守り、自らの預言にはない未来の行く末を見守る。
『ブリタニア列王史（アーサー王伝説）』
アーサーが契約する原書。主役のアーサー王からは「聖剣」の通称で呼ばれており、すなわちこの原書がアーサー王が所持する聖剣そのものである。ブーフ・ヒュレでは、白銀のサークレットと鎧を作り出し、左右に浮遊する肩当てで純白のマントを留めている。なお、契約した時点でその内容を理解したため、アーサーは実際に本の中身を読んだことが一回もないが、中身はアーサーをはじめとする歴代の契約者が王としてなすべきことが、契約者がいつ生まれていつどのような形で死ぬかに至るまで事細かに記述された、いわば預言書である。
聖剣（カリブルヌス）
ブリタニア列王史の代名詞でもある「世界魔法」。「王の剣」とも呼ぶ。何でも切り裂くとされる剣で、その煌きは大地を裂き、空を歪めるほどの力を持ち、無敵化の魔法すら打ち消してしまう。「星斬り」の一撃は巨大な魔法獣さえ一刀両断にし、一時的に再生を阻害する。
魔法の鞘
アーサーの固有魔法。魔力を供給する限り自分の負傷とブーフ・ヒュレの損傷を高速で回復することができる。自分以外の対象を守ることもできるが、人数が増えるほど魔力消費が大きくなる。
円卓の騎士（ナイツ・オブ・ラウンズ）
アーサーの固有魔法。聖剣から黄金色の光を仲間たちへ降り注がせることで強化する力。

トリスタン
声 - 櫻庭有紗
イギリス校のメンバー。緑髪で背が高く引き締まったスタイルで王子様のような男装の麗人。原書『ロビン・フッド』の契約者。
騎士の家系の出身で昔から騎士に憧れていたが、女子では家督が継げず騎士にもなれないという現実に絶望し、ヘクセンナハトで「騎士に相応しい男になる」という願いを叶えようとし、その欲求を満たすために、女子生徒をナンパし、男装して口調も男性風に変えている。アーサーに自分の葛藤を侮辱されたと思い込んで決闘を挑むが、完敗したことで自分が憧れていたのは性別には関係なく、騎士の誇り高い精神だったことに気付く。
『ロビン・フッド』
トリスタンと契約する原書。魔法で作り出した弓矢を武器にする。
シャーウッドの森
トリスタンの固有魔法。どんな場所にでも事前の準備もなく罠を仕掛けられるという魔法。周囲一帯を森に変えることもでき、自分は木々の枝を足場に森の中を動き回り、全方位から矢を射かけることが可能。ただし省略した分の手順は地道に貯えた魔力を消費するため、魔力の貯金がすっからかんになると使用できない。また、発動時には魔力が発生するため、感知能力の高い相手には初動を察知されてしまう。

マーリン・ペンドラゴン
声 - 米山明日美
イギリス校のメンバー。アーサーの義理の姉で、緑の髪であり、ペンドラゴン家に代々受け継がれる「マーリン」の名を継いだ少女。原書『マザー・グース』の契約者。
予言された災厄の時が来た時に聖剣を持つ王を補佐する使命を託されている。4年前までは窓のない部屋に監禁され叡智を詰め込まれる日々を送っていたが、遂に予言の王であるアーサーと出会い、その教育係になる。常識がなくしばしば行方をくらますアーサーを探すために、『ブリタニア列王史』の魔力を探知するための片眼鏡をかけている。
幻を見せる魔法が得意。純粋な遠距離型なので接近戦は苦手。
チームでは参謀役だが、結成当初はまとまりのなさに加えて、アーサーの万能性では自分は不要ではないかと悩む。
『マザー・グース』
マーリンと契約する原書。イギリスに伝わる童謡群の総称。ペンドラゴン家が代々受け継ぐ家宝であり、これを継承した者が「マーリン」の名を襲名する。
600の魔法
マーリンの固有魔法。歴代のマーリン・ペンドラゴンが受け継いで来た数多の童謡を元とする魔法群。全力を出して連発すれば要塞はおろか山すら砕くほどの天変地異を引き起こすが、相応に魔力消費も大きい。
偵察用の使い魔「テンジクネズミ（リトルギニーピッグ）」、大地を崩落させる「ロンドン橋落ちた（ロンドンブリッジ・イズ・フォーリングダウン）」、竜巻級の烈風を起こす「吹けよ風吹けよ（ブロウ・ウインド・ブロウ）」、光の矢に転じる十数羽の駒鳥を召喚する「誰が駒鳥を殺したの？（フー・キルド・クックロビン）］、列車ほどもある大砲から砲撃する「ハンプティ・ダンプティ落っこちた（ハッド・ア・グレートウォール）」、鳩時計型時限爆弾「チクタク・チクタク・ボーン（ヒッコリー・ディッコリー・ドック）」、放電する獅子と一角獣をぶつけて稲妻を発生させる「獅子と一角獣（ザ・ライオン・アンド・ザ・ユニコーン）」、隕石を落下させる最強の魔法「キラキラと煌めく小さな星よ（ティンクルティンクル・リトルスター）」、炎で敵を包み込む「十人のインディアン（Ten little Indian boys）」、超圧縮された水で円錐状の壁を作る「ラバダバダ（Rub-a-dub-dub）」、黒い鉄の鎖で対象を繋ぎ止め封印する「バビロンまでは何マイル?（How many miles to Babylon?）」などがある。

アリス
声 - 吉田有里
イギリス校のメンバー。幼くメルヘンな雰囲気で、可愛らしさを追求するオレンジの髪色をしたツインテールの少女。原書『不思議の国のアリス』の契約者。
イギリスのスラム街で生まれ育ち、本名はジャッキーという。親がロクデナシの母子家庭で、はした金でこき使われる日々の中で『不思議の国のアリス』に出会い、メドヘンたちと自分のみすぼらしさを対比して悲しんでいたが、奇しくも憧れていた『不思議の国のアリス』の原書と契約することになり、その時に本来の名前を捨てている。あどけない少女の魅力の指標として「少女力」を自分で定め、お菓子や洋服でキュートさを上昇させることに余念がない。迂闊な性格で、挑発に弱い。
ヘクセンナハトにかける願いは「世界で一番可愛い女の子になる」こと。物語の主人公のような出自のアーサーに嫉妬し劣等感から決闘を挑むが、彼女は自分を主人公だとは思っていないことを知り、自分の望みは安住の居場所を見つけることだったと気付き、和解する。
『不思議の国のアリス』
アリスと契約する原書。決して攻撃力は高くない。一人一人は弱いが数の多いトランプ兵を呼ぶこともできる。
お茶会（マッドティーパーティー）
アリスの固有魔法の一つ。魔法で作り出した空間を別の場所へとつなげることで、いついかなる場所でもお茶会を開くことができる。とりわけ難易度の高いとされる時間や空間を操る魔法の一種。上質な紅茶を召喚することも可能。
懐中時計（ポケットウォッチ）
アリスの固有魔法の一つ。無機物を対象とする時間の巻き戻しを行う魔法で、数十分を戻すことが可能。事前準備は必要だが、罠として設置することで攻撃用にも使用できる。

グレーティア
声 - 原田彩楓
イギリス校のメンバー。髪の色が銀色で筋肉質で公式プロフィールで182cmと、原書使いで1番の長身だが、女性らしい顔立ちをしている。原書『ジャックと豆の木』の契約者。
寡黙だと思われているが、頭が悪い自分が軽々しく口出しすべきではないという判断で黙っているだけ。10歳で自分の頭脳に見切りをつけてからはひたすらに体を鍛えている。本人は頭が悪いと主張しているが、意外に思慮深く理論的な考えもできるので、マーリンは考えるのを面倒がっているだけではないかと疑っている。言動からは分かりづらいが優しい性格。パフェが好物だが、自分の長身に対するコンプレックスでオシャレな店に気後れしていて、一人では入店できない。
戦わなければならない時が必ずあると信じており、力と闘争を信奉しているため、「あらゆる悲劇を打ち破れるほど強くなりたい」と願っている。
『ジャックと豆の木』
グレーティアと契約する原書。ブーフ・ヒュレでは斧を装備する。
金の卵（ゴールデンエッグ）
グレーティアの固有魔法。一時的に自分自身を無敵にする魔法。

### 中国校
ヘクセンナハト参加校のひとつで、第一夜でアメリカ校と対戦する。
李雪梅（リ・シュエメイ）
声 - 吉岡麻耶
中国校のリーダー。髪の長い穏やかな顔立ちの女性。原書『八仙東遊記』の契約者。
普段は温厚だが怒ると人が変わる。また、強者との戦いに快感を感じる性格で、戦闘中にスイッチが入ると恍惚とした表情を浮かべる。魔法の才能はそれほどないが武術の腕を磨き、人間を超越した体術を会得して魔法の力を補っており、アガーテに「バケモノ」と言わしめている。
治安の悪い街で不良のリーダーとして生活していた時期があり、大人からも恐れられるほどだったが、本物のマフィアと問題を起こした際に後に師父となる仙人に救われ、弟子入りする。師父から中庸たることを指示されており、さまざまな立場の考えを知るために相手につい問答をしてしまう癖がある。熱海で葉月と問答したことで彼女の考え方を知り、その性格を高く評価している。
『分福茶釜』の一件では葉月から世話を依頼されていたブンちゃんに逃げられ、正体発覚に繋がる事件に関わったために葉月と組んで擁護側で対決に参加し、アガーテの足止めを担当する。
『八仙東遊記』
シュエメイと契約する原書。中国戯曲『八仙過海』を題材とする物語。特化した能力を持つ伝説の宝貝である「暗八仙」を具現化する固有魔法を持つ。
芭蕉扇
ひと扇ぎで暴風を起こす、大きな葉っぱのような扇を召喚する。炎系に対して特に相性の良い魔法で、業火を消し去ってしまう。
玉板（ぎょくばん）
翡翠色の盾で、宙に浮いて自動で身を守ったり、上に乗って宙を滑るように走ることができる。人に貸し出した場合、ある程度は使用者の言うことを聞いてくれるが、基本的には最初の命令を忠実に守ろうとする。
酔八仙（すいはっせん）
自分の理性を鈍らせ、身体能力の枷を外す魔法。鍛え上げた武術の技術と組み合わせることで、アガーテの『眼』の未来予知すら覆す。「八門遁甲の陣」で8つの鉄杖で相手と自分を取り囲んで逃げ場を絶ち、ポールダンスと酔拳を組み合わせたような武術で真っ向から勝負する。

李雪蘭（リ・シュエラン）
声 - 篠原侑
中国校のメンバー。少年のように笑う短髪で元気のいい少女。シュエメイの妹。原書『西遊記』の契約者。
シュエメイも認める仙術の才能を持つが、武術の鍛錬の方が好き。勝気に振る舞うが、根は繊細であれこれ抱え込んでしまう。仲間たちからは大切に扱われているが、子供扱いだと不満に思っているところもある。
ヘクセンナハト第一夜のアメリカ校との試合では、リンの挑発に乗せられて敗北。その不満を抱えていた時に同じ妹同士ということで葉月と言葉を交わし、励まされたことで仲良くなる。
『西遊記』
シュエランと契約する原書。変化術や金斗雲などを使うことができる。
如意棒
金の装飾が施された棍。太さや長さ、重さまで自由自在で、使い方次第でとんでもない攻撃力を誇る。

王暁燕（ワン・シャオイェン）
中国校のメンバー。寡黙で冷静なようで仲間思いな面があり、時々シュエランのストレス発散に付き合っている。
『水滸伝』
シャオイェンと契約する原書。青龍偃月刀を使って戦う。

劉紅花（リウ・ホンファ）
中国校のメンバー。
『紅楼夢』
ホンファと契約する原書。

周万姫（シウ・ワンジェン）
中国校のメンバー。
『スーホの白い馬』
ワンジェンと契約する原書。

### パドマ魔法学校（インド校）
ヘクセンナハト参加校のひとつで、第一夜でドイツ校と対戦する。インドは口伝を源流とする物語が多く、世界的に見ても並外れた規模の蔵書を誇る。魔法を使う時の精神状態を絵で表現して形を明確化するために、「砂マンダラ」という独自の訓練を行っている。
マハーカーリー
声 - 鎌倉有那
インド校のリーダー。褐色の肌の美しい女性。原書『ラーマーヤナ』の契約者。
大人びた外見とは裏腹に天衣無縫な性格で、もの凄く気まぐれで子供っぽいところがある。学校内でのわがままが大抵通ってしまうほどの権力を持ち、気に入った女の子たちを集めてハーレムを形成しているらしく、国外でも周囲に常にお供を連れている。表の世界でもインド政府が目をつけるほどの影響力を持ち、各方面から使い道を探しあぐねるほど多額の付け届けを押し付けられている。ただ孤高であるがゆえの孤独を感じており、初めて自分の後ろではなく隣に立ちたいと言ってくれたラヴェーナとは友になりたいと思っている。
固有魔法の影響で今回のヘクセンナハトに何となく不穏なものを感じ取っており、自分の周りに誰もいなくなるような破滅を予感している。
ヘクセンナハト第一夜ではドイツ校と対戦するが、アガーテの狙撃戦術によって遠距離から味方を次々と削られ、相手の元にたどり着いた時には消耗が酷くそのまま敗れてしまう。
『ラーマーヤナ』
マハーカーリーと契約する原書。クシャトリヤ階級が活躍するインドでは非常に有名な物語。ブーフ・ヒュレでは、肩甲骨辺りから黄金の金属でできた2本の義腕が生える。
鬼神の加護
マハーカーリーの固有魔法。未来を先読みする力。この魔法の恩恵か、的中率は3割ほどだが魔法なしでも何となく未来を察することができる。
〈ヴァジュラ〉
チームメンバーの総力をマハーカーリーに集中させる形態。「多腕の神（カーリー・マー）」とも。第1段階では「千夜一夜」で武器を提供、第2段階で「黒の研鑽」と「白の礼賛」が武具を強化し、さらに「蛇の指輪」で相手を弱体化させるという戦法。雷を纏った金剛杵をミサイルのように放ち、着弾と同時に激しい稲妻となって爆発する。欠点は完全発動まで1分半はかかること。

ラヴェーナ
声 - 岩﨑春奈
インド校のメンバー。凹凸の少ない体型で癖のある黒髪にターバンを巻いたアメジスト色の目の少女。原書『千夜一夜物語』の契約者。
インド有数の商人コミュニティ・マルワリに連なる豪商の娘。商人としてマハーカーリーのご利益に預かっているが、それを抜きにしても彼女へ強い好意を抱いている。ここ1番の集中力と洞察力は双子以上。商人のネットワークでハーレムに商品を取り寄せる役目を担当している。父の教えで「価値には質量がある」と信じているため、滅多なことでは値引きせず、「がめつい」「守銭奴」と呼ばれることも多い。
元々は女に商人は無理だとバカにする兄弟たちを見返すために、いつでも、どこでも、どんな物でも取り寄せられる大商人を目指していたが、今では敬愛するマハーカーリーの欲する物を取り寄せられる商人を目標としている。マハーカーリーの隣に立てる人間になりたいと願っており、いつか必ず自信を持って友人になることを決意している。
『千夜一夜物語』
ラヴェーナと契約する原書。娘が王に毎夜語ったとされる物語。
千夜一夜
ラヴェーナの固有魔法。革袋から1000の武器を発射する魔法。極めて決定力の高い強力な魔法だが、武器同士の衝突を避けるために密度を薄くする必要があるため少人数相手では武器の大半が無駄撃ちに終わることと、魔力の消費が莫大で一度の戦いで1回しか使えないという2つの欠点がある。基本的には開戦直後の先制攻撃が最も効果的だが、〈ヴァジュラ〉ではその内の4本をマハーカーリーに提供する補助魔法となる。
アムリタ
声 - 伊藤彩沙
インド校のメンバー。緑がかった短髪の、優しそうな垂れ目の少女。素直で人を疑うことを知らず、献身的で愛らしいという、控えめに言っても天使のような性格の持ち主。原書『王子と指輪』の契約者。
『王子と指輪』
アムリタと契約する原書。やたらと人を信じ、騙されやすい王子の物語。物語に登場する蛇と猫を象徴する固有魔法を持つ。
蛇の指輪
アムリタの固有魔法。じわじわと相手の魔法力を低下させる魔法。ブーフ・ヒュレの直後からオートでじわじわ相手を蝕むが、所要時間は相手の抵抗力に依存するため「原書使い」相手では発動まで2分ほどかかってしまう。
エーシャ
インド校のメンバー。15歳。アメーシャの双子の姉。肌が白く、髪と性格が黒い。台詞を二人で分割して話す癖がある。原書『黒ヤージュルベーダ』の契約者。
インド校ではマハーカーリーに次ぐ実力者。ポジションは前衛。
『黒ヤージュルベーダ』
エーシャと契約する原書。神格や祭具に呼びかける言祝ぎと所作を記した書物。物体に対して神性を励起させる技能に即した固有魔法を持つ。
黒の研鑽
エーシャの固有魔法。武器の威力を飛躍的に上昇させる。発動に多くの言葉と動作が必要なのが欠点で、前衛として接近戦を行う関係で妹の魔法より難度が高い。
アメーシャ
インド校のメンバー。15歳。エーシャの双子の妹。髪が白く、肌と性格が黒い。台詞を二人で分割して話す癖がある。原書『白ヤージュルベーダ』の契約者。
インド校ではマハーカーリーに次ぐ実力者。ポジションは後衛。
『白ヤージュルベーダ』
アメーシャと契約する原書。神格や祭具に呼びかける言祝ぎと所作を記した書物。物体に対して神性を励起させる技能に即した固有魔法を持つ。
白の礼賛
アメーシャの固有魔法。防具の強度を飛躍的に上昇させる。発動に多くの言葉と動作が必要なのが欠点。

### その他
暴食（グラー）
7年前の12月、突如日本を襲撃した強力な魔法獣。人を捕食して自分の体の欠損を補充し、食った者の姿を真似、その魔法すら真似る能力を持っている。土御門巴をはじめとする多くの原書使いが対処に当たったものの多大な犠牲が生まれ、魔法使いだけでは対処できず、大量の爆弾やミサイルなど「あちらの世界」の兵器まで借り受け、異空間に閉じ込めたところを攻撃する事態となった。最後は弱らせたところで魔法使いがとどめを刺したとされているが、わずかな欠片が残っていた。
その欠片は『始祖の書』の「白紙の頁」を求めて活動を再開する。まずはジェイムズ・デイヴスを依り代としてリンに接触し、彼女の「パパ」として心を負の感情で蝕み、決勝直前になって正体を現して『始祖の書』を奪い取る。これによって力を増し、観客やメドヘンたちを次々に食らって巨大化を続け、食ったアガーテの姿と能力を真似てアーサーたちと対峙する。最後は円卓の騎士たちの猛攻を受け、葉月の「最高の結末」で食った人間を全て奪還されたことで力を保てないほどに弱体化し、静の「月世界」で浄化されて消滅する。

## 用語
魔法
神様を作るくらいの言葉の力のこと。エネルギーであると同時に意志を伝えるものでもある「魔力」を用いる。魔法使いは人がもともと自然の一部だった時代に、シャーマンや巫女として自然発生的に誕生したもの。それが徐々に体系化され、技術が磨かれていった結果生まれた技が魔法で、その究極の成果が「物語」を形にした原書である。グリム兄弟やアンデルセンも魔法使いで、たくさんの原書を生み出すために各地の伝承やお話を集めていたとされている。中国では魔法使いを仙人、魔法を仙術、魔力は気と称される。
使い方によれば剣や大砲など及びもつかないほどの破壊をもたらすことから、権力者から戦争などさまざまに利用されてきており、戦争が終わった後は強大な力を恐れられて魔女狩りや魔女裁判の形で迫害を受けてきた。加えてシミの存在によって何も知らない人が狂わされるのを防ぐため、表の歴史からは姿を消すようになった。ただ魅了の魔法などの精神に作用するものを一般人に使うことこそ禁止されているものの、バレないように上手く魔法を使って商売している魔法使いも多い。魔法使いにはいくつかのルールがあり、殺人や無闇に魔法使いの存在を明かすことは禁止され、中でも死者に対する蘇生魔法は最大の禁忌とされている。
本来魔法は使う者の意志の強さで魔力という材料のかたちを変えて、思うままの現象を起こすというもの。魔法を効率よく使うために考え出されたものを「魔導」といい、これらを扱う者たちは厳密には魔術師や魔導師と呼ばれて「原書使い」とは区別されている。魔力を餅米に例えると、餅をつき形を整える作業が魔法で、餅を温めるために鍋を使って加熱する行為が魔導に相当する。
通常の魔法にはきっちりとした理論や法則、公式が存在する。教科としての「魔法」は、「魔術」と「魔導」に分かれている。魔法の仕組みや応用について学ぶ「魔導理論」は数学と物理と化学の合わせ技のような教科。魔法を「かける」という表現からも推察できる通り、基本的に目の前に相手がいて初めて意味があるものがほとんど。
なお、本作ではネットを含めたコンピュータ由来の仕組みは魔法世界から輸出されたものであり、電子化への対応では魔法世界の方が進んでいる。
原書
長い年月をかけて語り継がれた、物語から生まれた魔法の本。本の形をしてはいるが、そこには物語という一つの世界が内包されている。その成り立ちには謎が多く、一説にはシミに対抗するために生まれたとされている。魔法や物理法則が存在する理由の研究で、この世界が一つの物語として捉えることで共通の「解」が見出せることが判明する。観測されることで確定する事象が、読者と物語の関係と同じだという事実から、逆説的に物語が全て世界であり、この観測によって「原書」という新しい法則が生み出されることになったと言われている。世界中の読者の思いや感情が全て集束されているエネルギーの塊のようなもので、人が扱うには手に余る力を秘めている。防衛反応として契約者を欲する性質があり、多感で想像力に満ちた10代の少女と契約を行う。契約者以外が許可なく開くことができない。歌詞や楽譜、手紙といった物語を持つあらゆる物から生み出される。「白の魔法」にも「黒の魔法」にも属さないニュートラルな魔力の塊で、契約者を通すことで初めて色がつく。
一般的に力があるのは、童話のように長年語り継がれてきたようなもので、映画や漫画のような「若い」物語はメドヘンと契約できるほどの力を持っていないことも多く、原書の増加に比してメドヘンになれる者の数は減少傾向にある。長く受け継がれてきたものは、その時々の契約者が生み出した固有魔法について記録され、それを分析・研究して1から5までの等級をつけられている。例として、原書だけの格付けなら、『かぐや姫』『ブリタニア列王史』は1級に分類される。近年では作者の情念が強い同人誌、いわゆる「薄い本」が増えているとのこと。
契約者やその周囲に害を及ぼす危険な原書は「封印書架（チェインドライブラリー）」に収められる措置がとられ、契約者を持てずただ魔力を絞り取られることになる。
原書が破損すると魔法も壊れてしまい、契約者の記憶や精神にも重大な欠損が及ぶ。原書自体は何十年、何百年という時間をかければ自然に修復されるが、契約者のダメージは基本的に癒せない。
原書図書館
その地域の原書が所蔵される場所。生まれたばかりの原書や契約者を持たない原書をシミから守っている。同時に、世界を黒の魔法から守る巨大な魔術装置の一部でもある。ほぼすべての原書図書館は魔法学園と対になって存在しており、蔵書数が各校の戦力と密接に繋がることから十三人委員会での発言力にも関わっている。また、魔法世界の要として、外の世界から魔法使いたちを守る役目も担っている。
世界中のほぼ全ての図書館は魔法使いが運営しており、一般人の世界に転移魔法の扉がつながる場所も図書館であることが多い。
複合原書（メディアミックス）
アメリカで行われている、強力な力を持つ原書を人工的に作り出すための計画。まだ若く本来であれば力を持つに至ることができない物語を、さまざまな方法で知名度を上げることで無理矢理に原書の力を高め、さらに契約者自身も原書の一部として繋がりを高めていくという、いわば人間も含めて1つの物語（コンテンツ）とする実験。ただし実験の過程で、契約者の人格すら変わってしまうという欠点がある。
原書使い/原書使い見習い（メドヘン）
原書に選ばれ、魔法の力を行使する人間のこと。選ばれるのは基本的に強い望み（願望、または絶望）を持った女性。魔法学園在学中は乙女や少女を意味する「原書使い見習い（メドヘン）」と呼ばれる。メドヘンは日本での呼び方だが、これはドイツ語の「メートヒェン」の聞き間違いで、「供犠の魔女（くぎのまじょ）」と呼んでいる地域もある。
たった1人で軍隊にも匹敵するという戦争を左右するほどの力を持ち、本気を出せば国家すら相手にできる。戦力としての優秀さゆえに、ドイツ校のように魔力の大きい子供が貧しい家に産まれた場合、謝礼金を対価に身元を引き受けて英才教育を施す仕組みを作っているところもある。通常の魔術理論では説明がつかない現象を引き起こすため、魔法使いの中での突然変異のようなものだともされている。また、小さな1つの世界を魔法として扱えるため、普通の魔法の仕組みを感覚的に理解しやすいという恩恵がある。一方で原書使いは契約した原書に似るという法則があると言われており、実際に原書の登場人物によく似た性格のメドヘンも少なくない。
卒業後の進路としては原書の力で戦うか、研究職かの大きく2つに分けられている。前者には世界中を飛び回りシミや魔法獣と戦う「狩人」、要人や重要施設の警護をする「守人」があり、守人の中でも特に優秀な者は原書図書館を守護する「司書」となり、場合によっては魔法学園の教師も兼任する。こちらの進路を選ぶものはヘクセンナハト出場経験者が多い。後者は既存の魔法とは根本的に違うものを研究し、これまでにない新たな魔法や道具、素材などを生み出すことを目的としており、進路を決めるころになると企業などがこぞってスカウトにやって来る。
固有魔法
原書と契約した者だけが使える、特別な唯一無二の魔法。中国では宝貝（パオペエ）と呼ばれる。原書の元になった物語にも影響を受け、内容は武器であったり召喚獣であったりと契約者ごとに大きく性質が変わる。また、同じ原書と契約した原書使いでも、発動する固有魔法は原書使いによって異なってくる。人間が扱うには大きすぎる原書の力を制御してコントロールするための、いわば水道の蛇口のような役割がある。普通の魔法に存在する理論や理屈を飛び越え、人の意思だけでは決して到達できない魔法を成すことから、魔法を奇跡たらしめる唯一の存在とされる。
普通の魔法とは根本的に違うことと、本人の性格や願望が反映されるために常に変化していることから、その性格な効果や条件を確定させるには何年もの時間がかかる。そのため本人でも効果がよくわかっていない場合も存在する。
ブーフ・ヒュレ
原書使いが最初に手に入れる魔法。原書を身に纏い、原書と一体化する。葉月いわく「変身」。魔法の力を効率よく引き出すための魔法で、初歩の初歩とされている。この魔法を使うことで、原書を自由に出し入れできるようになる他、契約者だけでなく、原書も破損から守る効果がある。発動中は身体能力が上がるが、原書の内容や本人のイメージで底上げされるステータスが変化する。
世界魔法
原書の世界そのものを魔法に変換する、固有魔法を超えた究極の魔法。「原書」という世界の法則を１つ取り出しているだけの固有魔法とは比べ物にならないほど強力で、法則の違う世界が同時に2つは存在できないという原則から、別の世界の法則を上書きし、ヘクセンナハトの異空間さえも消してしまえる。ただ、ヘクセンナハト中は異物と判断されて安全装置が働き強制排除されてしまうという欠陥を持つため、試合で使うには武器の形に固定して制限をかけるなどの抜け道を用意する必要がある。原書の力を完全に己がものとした物語の王にのみ許される力であり、作中での所有者はアーサーと静の2名だけ。
シミ
汚れというには存在感があり、動いているが生き物には見えないという外見の、黒い物質。どこから来るのか、どうして発生するのか、生き物なのか、現象なのか魔法なのかもわからない。わかっていることは人の心を惑わし、原書を食うということだけ。原書の情報や人の感情を餌にして成長、ある程度の大きさになると群体から個体である魔法獣へと進化を遂げる。大昔はシミによって多くの争いが引き起こされたと言われているが、よほど暗い感情を持っていなければ影響を受けることはなく、現代では充分に対策が講じられている。魔法使いの魔法と正反対の性質を持つことから、原書使いの魔法が「白の魔法」と呼ばれるのに対して、俗に「黒の魔法」とも呼ばれており、相反する性質の魔力をぶつけることで中和されて消滅する。春に活動が活発になる。
魔法獣（フレック）
原書を食い、力をつけたシミが変貌して生まれる怪物。人も魔法使いもあらゆるものを喰らうとされている。魔法使いや原書を破壊するために襲ってくる。ただし成長するのにかなりの時間がかかり、1冊以上の原書を食べなければならないので十分に対処可能であり、出現自体が稀とされている。食っても栄養にならない生き物を食べることはないが、死の恐怖を餌にするために人を殺す。人間を依り代にするとその精神を食い荒らし、普通はその相手の感情を餌にするため真っ先に殺す。この存在が明確な脅威として存在しているためか、魔法界では国同士の諍いや個人の暴力的な事件はとても少ない。魔法獣が暴れた跡では魔力が枯渇してしまうので、半分霊体でできている妖精たちの活動は低下してしまうため修繕が困難になり、より被害のひどい場所では人が長時間活動できないような環境になってしまう。
魔法学園
原書と契約を交したメドヘンたちが集い、学ぶ場所。原書の強大な力を扱うに足る淑女を育てることが理念である。各国共通で3年制。魔法学園は全世界に点在し、それぞれ独立した自治を行う。中でもドイツのヘッセン州ハーナウにある本校はもっとも古く、言わば魔法学園の総本山。インド校（パドマ女子魔法学園）も屈指の歴史を誇る。他、ギリシア、イタリア、デンマークなどの欧州各地やアメリカ、アラブ世界などにも魔法学園は存在する。各校の制服には言葉が通じるようになる魔法がかかっていて、外国人とも会話ができるようにされている。
扉の間
クズノハ女子魔法学園に設置されている、普通の人間の世界と魔法使いの世界とを繋ぐ転移装置。壁一面に無数の扉が並んでおり、部屋中央の台座で座標を入力することで好きな場所の扉と接続する。仕組みは原書使いが作ったもので、装置を動かす魔力は原書図書館に収められているたくさんの原書から供給される。ただしどこへでも繋がるわけではなく、自然な魔力の集まる寺社仏閣などが多く、それ以外では交通の要所となる大きな駅や様々な図書館の扉に繋がっている。また、一般人の世界から入るときには、繋がっている扉の前で「machen（マッヘン）」と唱えることで扉が開く。有効範囲は東京都内に限定され、それより遠い場所に行くためには自前で魔力と触媒（小説では金が使われている）を用意しなければならない。
始祖の十三人
大昔に世界中の魔法使いたちをまとめ上げた偉人。土御門家の先祖もそのひとり。1000年以上前にヘクセンナハトの儀式魔法と『始祖の書』を残して消えたと伝えられている。
十三人委員会
魔法使いの始祖たる13人の魔女の後継者たちによってなる、魔法使いの統一意思決定機関の通称。建前は中立だが、ドイツ校の意向が反映されやすい。保守的で権力に固執して腐敗しており、メドヘンは原書の付属品でしかないという見解が大勢。「あちら側」の住人で、一度解除した原書との契約を再度交わし、さらに原書を書き換えるといった原書使いから見て常識外れの行動を取る葉月を危険視しており、儀式魔法「ヘクセンナハト」の『始祖の書』の託宣に干渉してまで日本校を敗北させようとする。以前は日本も理事国のひとつであり、メンバーは土御門家当主が務めていたが、7年前の魔法獣襲撃事件のために5年前から理事国を外されている。
執行官
十三人委員会直属の戦闘部隊。血の色と忌み嫌われるワインレッドのローブが制服。その役目は罪を犯した魔法使いの捕縛とヘクセンナハトを否定するものたちの処分で、魔法獣討伐はしない。
ヘクセンナハト
いにしえの魔女たちが春の訪れを祝った祭りを起源とする、年に一度、世界中の魔法学園からメドヘンたちが集まり魔法の力で戦う大会。魔法使いたちにとって最も重要で、かつ最大のイベント。戦いとは言っても安全には充分配慮された競技会である。優勝者には「どんな願いでも叶える魔法」が与えられると言われている。長い歴史と伝統を持つ重要な儀式ではあるが、昨今の魔法使いにはスポーツのイベントというイメージが強い。出場枠は全世界でわずか7枠。参加にはメンバーが最低3名必要で、最大で5名まで出場できる。初戦の第一夜から始まり、準決勝の第二夜、決勝戦の第三夜と進み、第三夜を越えたチームが優勝者となる。
儀式魔法としての「ヘクセンナハト」は『始祖の書』を要に発動する強大な魔法で、戦う者の資質や状況に合わせてその時点でもっとも相応しい戦場（宴の地）が用意され、大きく攻城戦、占領戦、王冠戦、殲滅戦の4つのルールから派生する。また、世界規模で行われる魔術儀式でもあり、メドヘンたちの戦いによって発生する「白の魔法」が世界を満たすことで、シミなどの「黒の魔法」による浸食が抑えられる。
世界中で戦争が行われていた時代から、原書使いが人を傷つける目的で利用されるのを防ぐために国同士の争いに決着をつける時に用いられており、現在でもそれは変わらない。
ここ100年間はドイツ校のほぼ1強状態。魔法界を守る重要な儀式であると同時に、メドヘンのお披露目という意味合いもあるため、実際優勝狙いの参加者は少ない。
本当の目的は「白紙の頁」を作り出すことだが、システムを作った始祖たちの真の目的は口伝が途絶えたために忘れ去られ、十三人委員会の意思で儀式だけが粛々と執り行われ続けている。
始祖の書
13人の始祖が残した、途方もない知識と経験が記されると言われる書物。ヘクセンナハトの要で、試合のたびにルールが託宣として本のページに文字で刻まれる。本に触れて「widmen（ヴィトメン）」と呪文を唱えることで魔法円が起動し、宴の地へと送られる。1000年以上前にできたものでありながら200年ほど前の街を宴の地として用意することなどから、十三人委員会は始祖の書に関して何らかの事実を隠していると言われている。
白紙の頁（レーレ・ザーテ）
「どんな願いも叶う魔法」の正体で、物語が書き込まれる前の原書のこと。理論上は思いのままの原書を作り出せるが、世界を丸ごと1つ作るようなものであり到底御しきれるものではないので使いこなせる者は歴史上でもわずかしかおらず、しかも人の願いという曖昧なものを叶える関係で使用者の望まない形で願いが叶ってしまう危険性がある。また、無限ではなく使えばそれだけページが消費されていく。ヘクセンナハトはこれを作り出すための儀式で、使われた魔法の残滓や砕けたブーフ・ヒュレを吸い上げて集めることで、100年に1度の割合で創り出される。現在は『シンデレラ』の前契約者によって、『シンデレラ』の原書の中に残ったページを封じられている。
宴の地
ヘクセンナハトの魔法が作り出す異空間。現実世界とは別の法則で成り立っている。ブーフ・ヒュレを失った物は戦闘不能と判断され、戦場の外へと転移させられる。内部では魔法以外でダメージを与えることはできないが、魔法で出した武器などは例外的に有効となる。
土御門家（つちみかどけ）
日本で最も古い魔法使いの家系であり、占いなどを行う陰陽道の太祖。かつて朝廷に仕えていたため、今なお京都の地を守る役目を自認し、当主は京都御所近くに居を構えているが、本家は一族の多くが戦国時代に移住した福井県に所在する。本家筋には柳原、日野、安倍といった家があり、加澄家は土御門本家に仕える分家のひとつ。
福井にある「土御門の里」は、魔法使いとそうでない人間が共存しているというとても珍しい土地で、戦国時代に魔法の力で里を隠して守ったという経緯から土御門家への信頼が極めて高い。隠れ里の住民はみんなのんびりした性格で、異様なまでにもてなし好き。
戦争で日本が孤立した際に十三人委員会のメンバーから外れたことで一気に凋落してしまい、委員会への復位を目指して代々の当主は執行官として働き続けていた。7年前に起きた魔法獣との戦闘で、先代当主の巴をはじめ若い働き盛りの魔法使いを多く失ってしまう。だがジェームズと癒着した委員の一部が巴が戦闘を放棄したと言いがかりをつけて『かぐや姫』を提出させようとしたことから、腐敗に失望した静の判断で袂を別つ。
泰山府君祭（たいざんふくんさい）
土御門の先祖が開発した、霊脈の膨大な魔力を使って因果律の彼方から望むままの事象をたぐり寄せ、時間と空間をも操る魔法。儀式魔法としての「ヘクセンナハト」の元になったと言われている。元々は死んだ者を蘇らせるため、時間を遡って死んだという事実をなかったことにするために考案された。ただしこの使い方は禁忌とされ、開発者当人も大きな過ちとして後悔していたとされる。 自然の在り方に干渉するために新たなシミを生み出すらしく、中国の魔法使いの多くからは龍脈を操る魔法として忌まれている。
レプラコーン
魔法使いと古くから付き合いのある妖精族。昔は靴作りをしていたが、産業革命と化学繊維の普及による工業化と大量生産の流れで廃業、建物の清掃と修繕に業態を変えたことで大企業に発展した。クズノハ女子魔法学園も清掃業務を委託している。
霊脈
大地の下を流れる魔力のこと。中国では龍脈、イギリスではレイラインと呼ばれている。大きな駅や国の施設はこれが集まりやす場所に作られる。稀に魔力が吹き溜まりから噴出する場所があり、中国ではそこを龍穴と呼んでいる。
熱海
東京駅から魔法使い用の電車で40分ほどで着く異空間。1500年ほど前に霊脈の吹き溜まりから溢れた魔力が海水と反応して海が煮えたぎるという事件が起こり、土御門の始祖が行った泰山府君祭によって、霊脈の穴ごと表の世界から切り離された。霊脈の魔力は異空間の維持に使われるため海が煮えることはなくなったが、その代わりに年中暖かい気候となった。街中には濃密な魔力が充満しているため魔力の回復が普通よりも早いという特徴から、日本だけでなく海外からも保養目的で観光客が訪れる。
ファイヤキャンディ
リン・デイヴスをボーカルに、アメリカ校のヘクセンナハト出場メンバーで結成されたガールズバンド。アメリカではヒットチャートの上位を爆走中であり、オタクカルチャーを意識したコンセプトから日本でもメジャーになりつつある。最近では『宇宙大戦』のアニメエピソード12の主題歌も担当した。メンバーはリンと歳が近く「弱みを握れて扱いやすい」ことだけで選ばれているため、チームの仲は良好とは言えない。
ヒヒイロカネ
ミスリルやオリハルコンに並ぶ魔法の金属の一種で、特殊な製法で作られる赤い合金。今やその製法も失われて久しい。日本には3つと残っておらず、こぶし大の鉱石ひとつで国がひとつ買えてしまうほどの価値がある。強い魔力を秘めているため、創造系の魔法で変化させるのが難しく、熱を吸収する特性を持つ。

## 小説
- 松智洋/StoryWorks・カントク（イラスト） 『メルヘン・メドヘン』 集英社〈ダッシュエックス文庫〉、全4巻
  1. 2017年2月24日発売[5]、ISBN 978-4-08-631171-7
  2. 2017年7月25日発売[6]、ISBN 978-4-08-631193-9
  3. 2017年12月22日発売[7]、ISBN 978-4-08-631218-9
  4. 2018年4月25日発売[8]、ISBN 978-4-08-631238-7
    - オーディオドラマダウンロードシリアルコード付き限定版：同日発売[9]、ISBN 978-4-08-631228-8
- 伊瀬ネキセ・斧名田マニマニ・慶野由志（著）、松智洋/StoryWorks（原作）、カントク（イラスト）、林けゐ（口絵・挿絵） 『メルヘン・メドヘン フェスト〜魔法少女たちの前日譚〜』 集英社〈ダッシュエックス文庫〉、2018年2月23日発売[10]、ISBN 978-4-08-631229-5

## 漫画
『ジャンプスクエア』（集英社）にて、2017年11月号から2018年6月号まで連載。諸国連合との予選までをコミカライズしている。コンテ構成を中村尚儁、漫画を山縣清継が担当している。
- 松智洋/StoryWorks（原作）・カントク（キャラクターデザイン）・中村尚儁（コンテ構成）・山縣清継（漫画） 『メルヘン・メドヘン』 集英社〈ジャンプ・コミックス〉、全2巻
  1. 2018年1月9日第1刷発行（1月4日発売[集 1]）、ISBN 978-4-08-881325-7
  2. 2018年6月9日第1刷発行（6月4日発売[集 2]）、ISBN 978-4-08-881490-2

## テレビアニメ
2018年1月よりAT-X・TOKYO MX・BS11にて放送開始。
2018年3月、作画クオリティ改善のために第9話・第10話の放送が延期され、代わりに第1話・第2話が再放送された。これにより3月中に全12話を放送することが不可能となったため、第10話終了時点で一旦放送を終了。第11話と第12話は当初12月の公開予定と報道されたが、その後再度延期され、2019年4月25日にAT-Xで放送された。
9話の修正版の作画については、ごく一部の美術を除き全カット作り直しとなり、リテイクではなくリメイクであるとした。

### スタッフ
- 原案・シリーズ構成 - 松智洋[3]
- 原作 - MMM[4]
- 原案協力 - StoryWorks[3]
- キャラクター原案 - カントク[3]
- 総監督 - 斎藤久[3]
- 監督 - 上田繁[3]、木村卓夫（第11・12話）
- キャラクターデザイン・総作画監督 - 森川侑紀[3]
- 色彩設計 - 斉藤麻記[4]
- 美術監督 - 下元智子[4]
- 撮影監督 - 村上優作[4]
- 編集 - 廣瀬清志[4]
- 音楽 - rionos[4]
- 音楽制作 - ランティス[4]
- 音響監督 - 森下広人[4]
- 音響製作 - 叶音[4]
- 音楽プロデューサー - 吉江輝成[4]、佐藤純之介[4]
- プロデューサー - 服部健太郎[4]、吉江輝成[4]、礒谷徳知[4]、森田淳[4]、篠崎真哉[4]、林俊安[4]、藍谷厚史[4]
- アニメーションプロデューサー - 永井理[4]
- アニメーション制作 - フッズエンタテインメント[3]
- 製作 - メルヘン・メドヘン製作委員会（NBCユニバーサル・エンターテインメント、バンダイナムコアーツ〈旧ランティス〉、AT-X、DMM GAMES〈旧DMM.comラボ〉、集英社、フッズエンタテインメント、メディコス・エンタテインメント、叶音、日本ナレーション演技研究所）

### 主題歌
「わたしのための物語 〜My Uncompleted Story〜」
fhánaによるオープニングテーマ。作詞は林英樹、佐藤純一、作曲は佐藤純一、編曲はfhána。
映像は、第5話までは本編のシーンを組み合わせたものを使用しており、第6話から完全版が放送された。また、第8話の後に放送された第1話と第2話の再放送では完全版が使用された。
「sleepland」
上田麗奈によるエンディングテーマ。作詞・作曲・編曲はrionos。
「誰もわたしを知らない世界へ」
上田麗奈によるイメージソング。作詞・作曲・編曲はrionos。

### 各話リスト
| 話数     | サブタイトル               | 脚本                | 絵コンテ                 | 演出                       | 作画監督                                                                       |
| -------- | -------------------------- | ------------------- | ------------------------ | -------------------------- | ------------------------------------------------------------------------------ |
| 第一話   | 物語症候群                 | 松智洋 金月龍之介   | 斎藤久                   | 上田繁                     | 阿部島瑠珠 みやち                                                              |
| 第二話   | はじめての魔法             | 松智洋 金月龍之介   | 斎藤久                   | 上田繁                     | 森川侑紀 阿部島瑠珠 飯飼一幸 小林利充 末田晃大                                 |
| 第三話   | ヘクセンナハトがやってきた | 松智洋 金月龍之介   | 日高政光                 | 日高政光                   | 森川侑紀 みやち 阿部島瑠珠 小林利充 李少雷                                     |
| 第四話   | いるべき場所、帰る場所     | 松智洋 金月龍之介   | 川畑えるきん             | 上田繁                     | みやち 森川侑紀 中島大智 池田広明 木下由美子 菊池一真                          |
| 第五話   | さよなら、私の魔法         | 松智洋 金月龍之介   | 名村英敏                 | 上田繁                     | 森川侑紀 末田晃大 立石聖 みやち 中島大智                                       |
| 第六話   | シンデレラは振り向かない   | 松智洋 金月龍之介   | 斎藤久                   | 石橋潤基                   | 立石聖 末田晃大 山崎千絵 小林利充 池田広明 扇多恵子 吉岡勝 李少雷              |
| 第七話   | 正直者の寓話               | アサウラ 金月龍之介 | 小島正幸                 | 上田繁                     | 立石聖                                                                         |
| 第八話   | 大きなカブを抜け           | アサウラ 金月龍之介 | 佐野隆史                 | 上田繁                     | 森川侑紀 みやち 末田晃大 立石聖 小林利充 阿部島瑠珠                            |
| 第九話   | 旅は道連れ罠は気まぐれ     | 門田祐一 金月龍之介 | 南川達馬 斎藤久          | 藤本義孝 葛西良信 [ 注 1 ] | 森川侑紀 阿部島瑠珠 末田晃大 八三千 小林利充 服部益実 佐々木政勝 [ 注 1 ]      |
| 第十話   | 月の花は二度咲く           | 門田祐一 金月龍之介 | 斎藤久                   | 小林孝史                   | 森川侑紀 末田晃大 小島えり 立石聖 小林利充 山崎千絵 みやち 池田広明 阿部島瑠珠 |
| 第十一話 | 魔弾の黄昏                 | 門田祐一 金月龍之介 | 西田正義 斎藤久 木村卓夫 | 藤本義孝                   | 小林利充                                                                       |
| 第十二話 | ハッピーエンドの魔法       | 門田祐一 金月龍之介 | 斎藤久 木村卓夫          | 小林博満                   | 小島えり                                                                       |

### 放送局
| 放送期間                | 放送時間                     | 放送局   | 対象地域 | 備考                                 |
| ----------------------- | ---------------------------- | -------- | -------- | ------------------------------------ |
| 2018年1月11日 - 3月29日 | 木曜 21:00 - 21:30           | AT-X     | 日本全域 | CS放送 / 製作参加 / リピート放送あり |
|                         | 木曜 22:30 - 23:00           | TOKYO MX | 東京都   |                                      |
| 2018年1月12日 - 3月30日 | 金曜 2:00 - 2:30（木曜深夜） | BS11     | 日本全域 | BS放送 / 『ANIME+』枠                |

| 配信開始日    | 配信時間           | 配信サイト                                                                                     |
| ------------- | ------------------ | ---------------------------------------------------------------------------------------------- |
| 2018年1月12日 | 金曜 12:00 更新    | dアニメストア ニコニコ動画                                                                     |
|               | 金曜 22:00 - 22:30 | ニコニコ生放送                                                                                 |
| 2018年1月16日 | 火曜 12:00 更新    | Amazonプライム・ビデオ FOD ひかりTV U-NEXT バンダイチャンネル GYAO! dTV Hulu PlayStation Store |
|               | 火曜 22:30 - 23:00 | AbemaTV                                                                                        |
| 2018年1月17日 | 水曜 0:00 更新     | ビデオパス                                                                                     |
| 2018年1月19日 | 金曜 12:00 更新    | ビデオマーケット Rakuten TV                                                                    |

| 放送期間      | 放送時間                                                | 放送局 | 対象地域 | 備考                                                                             |
| ------------- | ------------------------------------------------------- | ------ | -------- | -------------------------------------------------------------------------------- |
| 2019年4月25日 | [第11話] 木曜 19:30 - 20:00 [第12話] 木曜 22:00 - 22:30 | AT-X   | 日本全域 | CS放送 / 製作参加 / リピート放送あり（初回のみ無料放送）                         |
| 2019年4月28日 | 日曜 14:00 - 19:00                                      | AT-X   | 日本全域 | CS放送 / 製作参加 / 全12話一挙放送 ※放送済の第1話 - 第10話は<映像修正版>での放送 |

| 配信開始日    | 配信時間 | 配信サイト |
| ------------- | -------- | --- |
| 2019年4月29日 | 順次開始 | dアニメストア dアニメストア ニコニコ支店 ニコニコ動画 ニコニコ生放送 AbemaTV Amazonプライム・ビデオ FOD ひかりTV U-NEXT バンダイチャンネル GYAO! dTV Hulu PlayStastion Store ビデオパス ビデオマーケット 楽天TV |

### BD
3巻以降に関しては映像本編の修正を行うため、発売予定日が変更となった。
| 巻 | 発売日        | 収録話          | 規格品番  |
| -- | ------------- | --------------- | --------- |
| 1  | 2018年4月25日 | 第1話 - 第2話   | GNXA-1411 |
| 2  | 2018年5月30日 | 第3話 - 第4話   | GNXA-1412 |
| 3  | 2018年8月29日 | 第5話 - 第6話   | GNXA-1413 |
| 4  | 2018年9月28日 | 第7話 - 第8話   | GNXA-1414 |
| 5  | 2018年11月7日 | 第9話 - 第10話  | GNXA-1415 |
| 6  | 2019年6月19日 | 第11話 - 第12話 | GNXA-1416 |

### Webラジオ
『メルヘン・メドヘン 楠木ともりの見習いラジオ』は鍵村葉月役の楠木ともりがパーソナリティを務めるWebラジオ。2017年11月17日から2018年4月25日まで、音泉、HiBiKi Radio Stationにて配信された。全16回。当初は隔週金曜に更新されていたが、2018年1月12日からは毎週更新となった。また、2018年1月7日から4月1日まで超!A&G+においても毎週日曜14時30分 - 15時に配信された。